# サイヤ人
サイヤ人（サイヤじん）とは鳥山明の漫画『ドラゴンボール』『銀河パトロールジャコ』に登場する架空の人種である。本項では基本的に原作漫画で登場した描写と、鳥山明自身が連載時および後年に設定した内容を中心に記述し、鳥山自身が制作と設定に関与していないアニメやゲームオリジナルの設定についても併記し、オリジナルの設定に関しては都度その旨を注釈を付記する。

## 特性・特質
「惑星ベジータ」（旧「惑星プラント」）に住んでいた宇宙最強レベルの戦闘種族。更に以前は「惑星サダラ」に住む民族だったが、内紛で崩壊し、放浪の末に惑星プラントを先住民族の「ツフル人」から奪い取り新たな母星とした。フリーザ軍にはサイヤ人より強い戦士が数多く所属しているが、これは宇宙に住む突然変異を含めた様々な種族から戦闘に秀でた戦士を選りすぐった結果であり、サイヤ人のように種族全体の戦闘力が高い民族は少ない。種族自体が残忍性を秘めており、古来より多くの星を襲い財を成すという乱暴で非道な生活を生業としていたが、フリーザ軍はそのサイヤ人たちをさらなる力により配下にしていた形となる。一人前の戦士に成長すれば、最弱レベルの個体（ラディッツ）でもスカウターの戦闘力数値で1500に達する。これは地球人全てをたった一人で恐怖のどん底に陥れたピッコロ大魔王（初代）をも遥かに凌駕する（大魔王の公式戦闘力は260）。銀河パトロールでも子供の時以外は太刀打ちできず、人類だけを全滅させるウイルスをばら撒く「絶滅爆弾」も効かない。
彼らの文明や使用している戦闘ジャケットはフリーザ一味が開発したもの で、軍に取り込まれる前のサイヤ人は皮製の鎧を着用していた。また、メディカルマシーンもフリーザ一味が開発したもの。スカウターについては元々ツフル人が発明した敵や獣から身を守るための装置だったが、これに目をつけたのが戦闘服や宇宙船も発明したフリーザ軍の優秀な技師ギチャムであり、改造を施して兵士たちの攻撃の運用に使い始めたと鳥山が後年設定を解説している。スカウターや戦闘服、宇宙船もコルド軍からの支給品である。スカウターの前身装置であるスカウトスコープに関しては、劇場版『ドラゴンボール超 ブロリー』では、フリーザがサイヤ人たちに偵察用のスカウトスコープに代わる新しい戦闘アイテムとしてスカウターを支給する場面がある。
純血のサイヤ人の名前は、全て野菜の名前から採られている。サイヤは野菜のアナグラムであり、鳥山いわく「戦闘民族なら肉だろというのを逆手に取ったもの」とのこと。土地（星）の転売屋であるサイヤ人のモデルは「地上げ屋」であり、バブルの全盛期である連載当時に連日新聞をにぎわせていたために出たアイデアだとされる。
元より少数民族のため、惑星ベジータ消滅前でも人口は全体で数千人余りしかおらず、これは戦闘民族であるためにその数を大きく増やすことが難しいことから（後述）。鳥山明は2014年のインタビューで「サイヤ人はほとんどが下級戦士で、中級戦士はわずか10人ほど、上級戦士に至っては王族であるベジータとベジータ王のみ」と答えているが、2017年のインタビューでは「ラディッツは上級戦士」と答えている。バーダックは下級戦士としては上位にいるが中級戦士にはなれていない。階級は持って生まれた潜在的な戦闘力で決められるが、その後に大きく戦闘力が上がれば昇級が可能。

### 生後・育成方法
赤ん坊が生まれるとすぐに戦闘力が測定され、3歳ごろまで保育機 で育つ。戦闘能力が低いと判断されたサイヤ人は自宅の育児カプセルで育てられる。そして辺境の惑星に宇宙ポッドで飛ばされることが多い。それに対して、潜在能力を認められた優秀な赤ん坊はサイヤ人の育児室に入ることを許され、その中でもさらに優秀な赤ん坊は特別カプセルに入ることを許される。上級戦士は惑星ベジータで戦闘の英才教育を受けることができ、鳥山明も2017年に、選ばれたサイヤ人の子供だけは短期間だけ特別な訓練を受け、さらに高い戦闘力を身につけると答えている。『銀河パトロール ジャコ』のおまけストーリー『DRAGON BALL－ 放たれた運命の子供』では、孫悟空は「成長の遅いタイプ」として評価を受け、生まれてから3年近く保育機に入れられ、「飛ばし子」として宇宙ポッドで地球へ送られた。
サイヤ人の子供たちは戦闘が遊びのようなものであり、「遊ぶ」という習慣はない。幼少期に短期間だけ空を飛ぶことなどの訓練を受けるが、教わらなくても飛べてしまう子供もいる。成人までの期間も戦いの連続なので死亡者も多く、このため種族全体の人口は増えなかった。

### 性格
程度の差はあれど生まれた時から凶暴で残忍な性格である。好戦的で本能的に戦闘そのものを好む。地球に送られた赤ん坊の悟空も当初は手が付けられないほどの暴れん坊だったが、頭を打って以降は激しい性情がおさまり、養父である孫悟飯や師匠となる亀仙人らの教育も受けて純粋で素直な少年へと成長した。凶暴な性質が消えた一方、好戦的な気質は残っており亀仙人曰く「純粋な誇り高い武道家」であるため、世の平和や正義より前に強者との戦闘を楽しみたいという動機で戦い、一方で仲間や地球を思い、敵であっても基本的には殺害することは好まない優しさを持っており、何度も地球の危機を救った。悟空のみならずベジータも、地球で過ごすうちに周囲の影響を受けて穏やかになっていた事を自覚しており、それまでの戦いのみの人生から家族を持ったことについても「悪くない気分だった」と告白するなど、凶暴な性格については環境次第で矯正できる者もいる。
戦闘を行動原理とするが正々堂々と戦うことにはこだわらず、多くのサイヤ人は騙し討ちや集団リンチ、命乞いや逃走も厭わないなど実利主義を取る。スカウターで倒せそうな相手、倒せなさそうな相手を見極める思考も持つ。ただし、バーダックなどのように自分と同等以上の相手にも立ち向かう勇猛果敢なサイヤ人も存在する。プライドも高い傾向にあり、サイヤ人という種族を誇る一方で異種族を見下すことが多く、実力、血統、階級次第で見下すなど同じサイヤ人同士における差別意識も強い。サイヤ人たちを兵士として雇っていたフリーザも「バカといっていいほど頑固」とサイヤ人を表現している。
冷血で単純な思考なので、通常、恋愛や結婚という概念が少なく、繁殖目的以外でバーダック夫妻のように強い絆で結ばれることは珍しい。同様に"家族"の概念も少なく、王族以外は血の繋がりにこだわりはない。鳥山明もバーダックの家族や兄弟について質問されて「（バーダック、ギネ、ラディッツ、カカロットの家族）4人が揃ったことはありません。バーダック自身にも兄弟はいるかと思いますが、おそらくバーダック自身もよく解っていませんし興味もないでしょう」と答えている。実際、作中でも人造人間17号が（人造人間としての）生みの親に当たるドクター・ゲロを容赦なく殺害するのを目の当たりにして困惑するクリリンに対して、ベジータが「べつにおかしなことじゃない。気にいらないヤツはだれであろうと殺すだけだ。サイヤ人といっしょさ。おかしいのは貴様ら地球人の方だ」と発言する場面がある。ただ、悟空が生まれた時のバーダックと仲間とのやりとりから、親子関係の概念そのものはある模様。
アニメオリジナルでは、家族の情愛に乏しいサイヤ人のエピソードとしてはこのようなものがある。劇場版第11作目『燃えつきろ!!熱戦・烈戦・超激戦』において、終盤の展開でパラガスが消滅を待つばかりの新惑星ベジータに暴走したブロリーを「可愛そうだが」と言いつつも見捨てて逃げようとするシーンがあり、ブロリーの方もそれを見て愛想を尽かしてパラガスを殺害している。なお、今際のパラガスは「自分の息子に殺されるとは、これもサイヤ人の定めか……」とサイヤ人の性質について触れている。一方で劇場版第20作目『ブロリー』では鳥山明によるキャラクターの再設定が成されており、父親であるパラガスを慕う子としての感情や、パラガス死亡を目の当たりにして超サイヤ人に覚醒するなど家族愛を持ち合わせる姿が描かれている。
『ドラゴンボール超』で登場する第7宇宙と相関関係にある第6宇宙のサイヤ人は、戦闘民族であることは第7宇宙のサイヤ人と同じだが、性格は礼儀正しく穏やかであり、雇われて悪人を倒すことを生業としている。この事を踏まえ第6宇宙の界王神からはサイヤ人は「正義のヒーロー」と呼ばれている。

### 外見
サイヤ人には女性もいるが、ラディッツが地球に来たエイジ761の時点で男性数名しか生存しておらず、純血のサイヤ人は途絶える運命である。隔世遺伝が起こることで、一世紀もの時を経て純血サイヤ人に匹敵する戦闘力を持つ個体が生ずることもあるらしい。
外見は人間型で風貌は地球人と同じだが、猿のような茶色く短い毛の生えた長い尾がある。満月を見ることで大猿に変化する。たとえ尻尾が切れてしまっても、一定期間を置けば基本的には自然に再生する。尾を強く握られると力が抜けてしまうという弱点があるが、鍛えることで克服することができる。再生可能であるため、弱点と成り得る尻尾はその気になれば自分で切断できる。ベジータの切れた尻尾はメディカルマシーンでは再生できなかった。自身の意思で動かすことができ、それで物を持ったり体を支えることができる他、悟空やラディッツのように強く叩きつけて攻撃する事も可能。ベルトのように腰に巻きつけた状態でいる者も多い。尻尾の生えてこなかった子供は高い資質を持っている。尻尾の弱点については『ドラゴンボール大全集』において、サイヤ人同士の闘いになった場合、種としては、いかに怪我をせず優越を決めるかが重要であるがゆえの、多くの動物が本能として持っている儀式的闘争のためと考えられると解説されている。。
純粋なサイヤ人は全て黒髪。ベジータは「純粋なサイヤ人は頭髪が生後から不気味に変化したりはしない」と証言している。悟空やベジータが短髪なのに対し、ラディッツのように腰より下まで伸びる長髪を持つ長髪タイプのものもいる。悟空はムラサキ曹長や桃白白の刀によって髪が一部切れたことがあるが、その後元に戻っている。サイヤ人の髪事情も地球人と同じく禿げることがあり、髪型が変わらないというわけではなく髪質が少し違うだけである。また、男は髭の発毛もあり、ナッパやベジータ王、アニメオリジナルキャラのパラガスやパンブーキンのように髭を蓄えている者もいる。アニメ『超』でも新たに作られた精神と時の部屋で、約3年の修業を終えて出てきた直後の悟空とベジータは髭が大量に伸びきっていた。また『ドラゴンボールGT』でも当初ベジータが口髭を生やしていた。
鳥山明が考案してあるが原作では描かれていない裏設定には、「サイヤ人は顔の種類が少ない」というものがあり、それを聞いたアニメスタッフにより悟空と同じ顔のバーダックやターレスが作られた。劇場版第6作目『ドラゴンボールZ 地球まるごと超決戦』では階級ごとに別々の育てられ方をするため、同じ階級の者は同じ顔になるという設定が登場している。
『Vジャンプ』連載の漫画版では、尻尾が無いことを聞かれた第6宇宙のサイヤ人であるキャベが「昔はあったようですが今のわたしたちに尻尾はありません」と説明している。

### 身体の特質と能力
サイヤ人は地球のおよそ10倍近い重力を持つ惑星ベジータで生まれ育ち、屈強な体を持つ。また、非常に大食漢で地球人の数十倍もの量を食べる。アニメ『オッス!帰ってきた孫悟空と仲間たち!!』において初登場したベジータの弟ターブルは非戦闘体質であり、ターブルの妻であるグレが悟空やベジータ、孫悟飯の食べっぷりを見て非常に驚いていた。
身体の回復力が高く、銀河系の種族の平均を上回る回復力を有す。修行などによる戦闘力上昇のほか、瀕死状態から回復することにより戦闘力が大幅に上昇する。そのため悟空や、アニメ版のバーダックのように、下級戦士でも最前線で激しい戦闘や修行を繰り返し、生存した場合にエリート戦士の戦闘力に匹敵、あるいは超える場合がある。この「戦えば戦うほど強さを増していく」という特性と優れた戦闘センスこそ前述の凶暴で好戦的な性格と併せてサイヤ人が戦闘民族たりえる所以であり、サイヤ人の平均戦闘レベルを上回っているはずのフリーザ一味の戦士の中にも、そのサイヤ人の特性を把握していて自分より戦闘力が下のサイヤ人を心の底で恐れている者がいるという描写が劇中で何度かあった。原作劇中で最後でこの特性を見せたのはサイヤ人の登場人物ではなく、サイヤ人の細胞を持っていた人造人間セルで、第ニ形態の状態から完全体にまでなったのみならず、超サイヤ人2となった孫悟飯と同等の強さにまでパワーアップしていた。その後は魔人ブウとの戦いで瀕死になった孫悟飯がデンデの力によって回復した際も、漫画版『ドラゴンボール超』では、超サイヤ人ブルーのベジータが瀕死から回復してもパワーアップすることはなく、これについてトランクスは「極限まで鍛えられているため瀕死からの復活でのパワーアップはおそらくもうできない」と推測している。一方でトレーニングを怠ると力は衰えることがあり、作中では悟飯がセルを倒した後や魔人ブウとの後の長期間の空白期間にトレーニングを怠っていたため以前より力が衰えている場面がある。DSのゲームではベジータもそうなる話が作られたことがある。
寿命に関して鳥山明は、戦闘民族であるために最も闘いに適した年齢に達すると老化が鈍り、長く強いパワーが保てるが、寿命は地球人と同程度であり、ある程度の年齢になると急速に衰えがくると答えたり、寿命そのものは地球人よりも長いが、戦闘民族であるサイヤ人の宿命ゆえ、寿命を迎える前に戦闘で命を落とす者がほとんどであり、平均寿命はそれほどでもないと答えたりしているが、戦闘に向いた若い時代が長いことは共通している。またアニメ『超』の作中の会話で、80歳頃までは若者のままであることが判明した。原作でも悟空、ベジータは青年期と最終話までの間で外見がほとんど変わっておらず、サイヤ人たちの外見が変わらないその若さに、ブルマがひがむシーンが度々ある。『銀河パトロールジャコ』ではジャコが「子供時代が長く、青年になるまで幼児体形のままで相手を油断させる。その後、一気に戦闘に向いた体形に成長し、以後ほとんど老化しない」と説明している。青年になるまで子供姿の期間が長いという特徴は、少年時代の孫悟空や『超』の頃の孫悟天やトランクスなどに、この特徴が顕著に表れている。アニメ『DAIMA』では15歳頃に一気に成長すると悟空が語っている。
ナメック星でフリーザは悟空に「オレは宇宙空間でも生きられるぞ、だが貴様らサイヤ人はどうかな?」と発言しており、界王は悟空のことを「宇宙空間だ。生き返った瞬間にまた死が待っている」と発言しており、漫画版『超』ではベジータが悟空に「ここから先は宇宙空間だ。俺たちサイヤ人が行ったら死んでしまうぞ」と発言しているが、『ドラゴンボールZ 神と神』において、悟空が地球を地平線・水平線視野まで見える高度まで飛び出して戦ったことに関して鳥山明は「宇宙人なのでギリギリ息はできるのかな?」と語っているため、成層圏から中間圏までの高度では生存している。実際、ある程度の時間であればサイヤ人が宇宙空間で活動している劇中描写があり、子供の頃の悟空が月までウサギ団を連れて行っている。アニメ版ではベジータとナッパが宇宙空間から星を攻撃したり、バーダックが宇宙空間で戦闘を行っていた。このほかベジータは悟空との初対決の際、地球を破壊しようとしていた。ちなみに、劇場版オリジナルキャラクターのブロリーは新生児ながらも自分と父親を覆うほどのバリアを展開し、宇宙を放浪していた。
限られたサイヤ人は、パワーボールと呼ばれるエネルギー球を空中に射出し、酸素と混合させることで満月時と同じ波長の光線を発する人工満月を作ることができる。これにより衛星を持たない天体においても大猿に変身することが可能となる。原作ではベジータのみが使用、アニメでは劇場版においてオリジナルキャラクターであるターレス、ゲーム版ではベジータ王も使用している。3人とも「はじけて混ざれ!」の言葉と共に人工満月を作り上げる。

### 地球人との関係と混血
人間型地球人との交配が可能であり、それによって生まれた混血の子供は、純血のサイヤ人よりも潜在的な戦闘力が高い。登場するのは孫悟空の長男孫悟飯・次男孫悟天、悟空の孫で悟飯の長女パンと、ベジータの長男トランクス・長女ブラの5人。特に孫悟空とチチの長男である孫悟飯に関しては4歳までは武術の訓練は全く受けておらず、必要に迫られ鍛錬を開始したが、幼少期から青年期に至るまで主に怒りと自らに迫る危機によって潜在能力を爆発させることが度々あった。ベジータは、ラディッツ戦での孫悟飯の戦闘力を「他のサイヤ人の子に比べ、戦闘力が非常に高い」と評していた。地球には、悟空とベジータしかサイヤ人の血統は存在していない。地球人とのハーフであるトランクスとブラは母親のブルマと同様、紫色の髪、青い目をしており、髪も伸びる。同じくハーフの悟飯や悟天、クォーターのパンは父親、母親ともに黒髪のため3人とも黒髪。幼少期の悟天は悟空と瓜二つで同じ髪型であったことから、成長とともに悟空に頻繁に間違えられるようになり、それが嫌で強引に髪型を変えた。
サイヤ人の特色である尻尾も遺伝するが、作中では悟飯以外に尻尾が生えている混血サイヤ人は登場しておらず、赤ん坊のトランクスについて、クリリンはブルマに尻尾を切ったのかと尋ねたが、返答は描かれていない。公式ガイドブックでは悟飯以外の尻尾については、生まれつき持たない混血サイヤ人は特に強大な戦闘力を秘めており、悟天やトランクスのように幼少の内から自然と超サイヤ人への変身も体得してしまうことが多いという解説と、生まれてすぐに切られたという解説が存在する。
現実の異種交配については生殖能力が存在しないか不完全であることが多いが、サイヤ人の場合は本編の時点で少なくとも2世代(孫)後であるパン、さらにGTにおいてはそのパンの玄孫すなわち純血のサイヤ人から数えて6世代後の子孫である孫悟空Jr.および彼と同年代のベジータの子孫であるベジータJr.が登場しており、地球人とサイヤ人は交配してなお完全な生殖能力を維持できるほどの極めて近しい種族であることがわかる。

### その他・サイヤ人の遺伝子を受け継ぐ者・身体を利用した事案
サイヤ人の力を認めて、サイヤ人の身体を得ようとする者や、サイヤ人の力で世界征服を企む者やサイヤ人を滅ぼそうと企む者など、サイヤ人の力や細胞を悪用する者も少なからず存在しており、元々サイヤ人ではない者がサイヤ人に成り代わり、力や身体を手にしている例もある。
ギニューが両腕を広げて「チェーンジ!」と叫び、向かい合った相手と身体を入れ替える「ボディチェンジ」という必殺技で、孫悟空と身体を入れ替えることに成功したが、使い慣れていない肉体であったため、その身体のスペックを充分に引き出すことはできなかった。
ドクター・ゲロが造り出したバイオテクノロジーによる人造人間のセルは、虫型のスパイロボットが集めた悟空、ベジータ、ピッコロ、フリーザ、コルド大王の細胞と、数種の生物の細胞を組み合わせて、ゲロのコンピュータにより造り出された。人間の生態エキスと人造人間17号と18号を吸収し、完全体へと進化する。種族としての分類は地球人。サイヤ人やナメック星人やフリーザ一族の能力を併せ持っており、自爆後に偶然コアだけが残った状態から、ナメック星人の能力で体を再生した際には、サイヤ人の死の淵から生還するごとにパワーアップする特性で強くなり復活。完全体のセルは、自分の子供 かつ分身 であるセルジュニアも7体産み出しており、性格は凶暴かつ好戦的で多彩な技も使え、精神と時の部屋で修行したベジータやトランクスと互角以上の戦いができるほどに戦闘力も高い。
『GT』では、あらゆる知的生物に寄生し、宿主の力や意識を奪い支配する能力を持つベビーが、ベジータに寄生し肉体を乗っ取ってベジータベビーになった。ベジータに寄生する前には悟天と悟飯にも寄生して肉体を乗っ取っている。ベビーは幼年体の時に、トランクスにも寄生して肉体を乗っ取ろうとしたが、失敗に終わっている。身体をゲル状に変化させ、外耳道、鼻腔、口腔、または傷口から体内へ侵入し寄生を行なう。ベジータベビーは、ノーマル状態で超サイヤ人3の悟空を一方的に打ちのめし、さらにスーパーベビー1、スーパーベビー2へと変身してパワーアップする。超サイヤ人4の悟空に追い詰められ、ブルマが開発した「ブルーツ波増幅装置」によって、スーパーベビー2の身体的特徴も併せ持ち黄金の体毛を持つ大猿の大猿ベビーに変身した。『スーパードラゴンボールヒーローズ プロモーションアニメ』では敵として、ベビーに似たキャラクターで第6宇宙のツフル人に作られたカミンとオレンが登場しており、カミンは8話でケールに寄生してケールカミンに、オレンは8話でカリフラに寄生しカリフラオレンに、9話でベジータに寄生しスーパーオレンになった。
『超』では、ザマスが時の指輪で未来へ移動し、超ドラゴンボールを使って悟空と体を入れ替えゴクウブラックとして暴れた。悟空の技であるかめはめ波や瞬間移動なども使いこなし、超サイヤ人ロゼへと変身する。トランクスに魔封波で封印されかかったことで人間の危険性を再認識したザマスは、ポタラを使ってゴクウブラックと合体し、合体ザマスとなった。ザマスの不死身と、サイヤ人の戦いの中で無限に成長する特性を併せ持ち、ポタラ合体で戦闘力も界王神さえも遙かに上回るレベルに上昇。背中の光輪から、神の光の力と称するエネルギー波を放ち攻撃する。
アニメ『超』では、ポトフ星にて超人水（コメソン）に取り込まれたベジータのパワーを吸収したことで生まれたコピー（複製ベジータ）が登場した。赤紫色の姿をしており、能力や技、容姿などベジータそのもので超サイヤ人ブルーにも変身できる。悟空や界王も気を探った時、本物とまったく同じ気を感じ取っていた。さらには口調や性格もそっくりでプライドが高く他人に支配されることが何より嫌いだが、一方で息子のトランクスを吸収することにためらうなどポタージュいわく「精神もオリジナルと同じ」らしい。声はコピーされず、ベジータ本人とは別の声になっている。
劇場版『超戦士撃破!!勝つのはオレだ』ではバイオテクノロジーの力によって造り出されたブロリーのクローンのバイオブロリーが登場。劇中では、通常形態と伝説の超サイヤ人状態で登場しており、どちらの姿も体が崩れる前は本物と同じだが、あくまで人造生命体のクローンであり、本物のブロリーとは別の存在。

## 社会・歴史
エイジ紀元前238頃、後に伝説としてサイヤ人の間で語られることになった超サイヤ人が出現して、殺戮と破壊を行い宇宙を震え上がらせた。鳥山明はインタビューで「かなり昔、サイヤ人の星が惑星ベジータですらなかった頃、サイヤ人でありながら正しい心を持ち、仲間5人と共に反旗をひるがえしたヤモシという男が戦闘員たちに追い詰められ、はじめて超サイヤ人になったが、その変化と恐ろしいまでの戦いぶりに他のサイヤ人たちは驚愕。やがてヤモシは多勢に無勢で力尽きて倒されてしまうが、これが伝説の始まり」と答えている。
エイジは不明だが、惑星プラントに移住以前は惑星サダラに住んでおり、仲間割れで星が消滅したことが『超』で判明した。エイジ550頃、謎の宇宙船で宇宙を漂流していた原始サイヤ人が、知的で高度な文明を持つツフル人が住むプラント星に漂着。プレイディアの『ドラゴンボールZ真サイヤ人絶滅計画-宇宙編-』オープニングでは、原始サイヤ人が乗ってきた謎の宇宙船が不時着した様子と、原始サイヤ人を受け入れる当時のツフル人が描かれている。原始サイヤ人は一般的に獰猛で野蛮な性格をしており、獣の皮を身にまとい発達した文明を持たない粗野で原始的な生活を送っていた。農耕文明を持った経験が無く、あくまでも欲しい物は敵から奪い取る純然たる狩猟民族で、サイヤ人の種族を代々の王が治めてきた。
720-730頃にかけ、プラント星において、ベジータの父親であるベジータ王の指揮のもとでサイヤ人たちが団結し反乱を起こしたことにより、ツフル人 と全面戦争になる。惑星プラントの大半を占めていたツフル人は、自ら作り出した高度な武器で迎え撃つも、非常に少数の民族でありつつ好戦的で強いサイヤ人が徐々にツフル人を制圧していく。惑星プラントにおいて8年に一度迎える満月により、一斉に大猿化したサイヤ人たちの侵攻が大きな脅威となり、ツフル人は大きなダメージを受ける。ツフル人の文明を取り入れ装備や服装まで一新しながら、少しずつ数を増やしていったサイヤ人がツフル人を圧倒した結果、ツフル人は滅亡。ツフル人を絶滅させた後は惑星プラントを乗っ取り、惑星ベジータと名を変えて支配。その際、ただ一人の王を頂点とする専制君主国家が打ち立てられた。
作中ではベジータは「惑星ベジータの名前をもらうほどの天才戦士」とナッパに評されているが、『ドラゴンボール大全集』ではサイヤ人の社会は、ベジータ王を頂点にした専制国家で王位は世襲制であり、代々の王は「ベジータ王」の名を受け継ぐとされる。王族以外の全国民が兵士で、国全体として国民たちは戦うことを主な仕事としている軍隊組織のような社会構成。生まれた直後の戦闘力で、身分がランク分けされる身分制度社会である。ランク分けされる階級は、関連書籍ではエリート戦士と下級戦士と解説されており、鳥山明は2014年には上級戦士と中級戦士と下級戦士と答え、2017年には上級戦士と下級戦士と答えている。戦闘力が高いと、激戦区で戦うほか、王族に仕えられる場合もあるが、低くて下級戦士に分けられた子供は、サイヤ人にとってたいした戦力を持たない辺境の星に送られる。『銀河パトロールジャコ』でジャコが「地球のようにたいした戦力を持たない人間が支配している星には、たいてい子供を送り込みジワジワと人間を減らしていく」と発言。
エイジ731頃、サイヤ人は宇宙進出を開始。他の異星人に対する戦闘提供を生業とする事を思いつき、戦いを外宇宙に求めていったが、ツフル人を絶滅させてしまった弊害により文明の発達が遅れてしまい、今のままではさらに遠い外宇宙へは行くことができないことを悟る。コルド大王と契約を結び、その後継者のフリーザと同業者として友好同盟を結んで宇宙の地上げ屋を始めたサイヤ人は、高文明でリッチな異星人と手を結び、その異星人の別荘用、もしくは移住用の星として環境の良い星を探しては襲撃し、他の星に住む住民を絶滅させては、乗っ取った星を他の異星人に商品として高額な値段で売り渡すことで、文明や金銭を得ることを主な仕事とした。星の地上げ行為は好戦的なサイヤ人にとって一石二鳥であり、それがどんどんエスカレートしていった結果、ついには生まれてすぐの赤ん坊までもが戦闘レベルの低い惑星に送り込まれ、赤ん坊が成長してからその星の住民を絶滅させてしまうというような、遠大な作戦までをも生み出した。生まれた直後の戦闘力の数値が低い者は、悟空のように赤ん坊の時から強敵のいない辺境の惑星に送り込まれる。アニメでは劇場版において、戦闘力数値があまりにも高い赤ん坊は成長後に地位を脅かす可能性があるとして、『Z』劇場版のブロリーのように処刑の判断がくだるエピソードが描かれている。エイジ731頃には妃を娶ったベジータ王を始めとするサイヤ人は、その高い戦闘能力と好戦性から全宇宙支配を目論むフリーザに重宝されており、フリーザ一味との契約のもと傭兵的役割もつとめたが、フリーザは実質、サイヤ人たちを支配下に置いたうえで星を攻めるときには傭兵のように使っていた。
宇宙の傭兵として、星々を侵略することで、その星の文明を吸収して発展し繁栄してきたため、メディカルマシーン、元々はツフル人のものだった戦闘服やスカウターなど、高度な文明はサイヤ人独自のものではなく、すべて略奪物や同盟を結んだ星から戦闘に特化した技術を抽出した結果である。宇宙船技術などは地球の科学者も目を見張るほどだが、これはツフル人や漂流宇宙船を造った何者かによるもので、サイヤ人そのものの技術ではない。
エイジ735頃、惑星ベジータにおいてサイヤ人同士の内乱が多発。ベジータ王も、長年にわたり自分たちを奴隷のようにこき使うフリーザに対し疑念を持ちつつ、サイヤ人による全宇宙の支配を目論むようになり、ベジータ王たちサイヤ人はフリーザに反感を強め始めていく。エイジ737頃、原作ではフリーザが「サイヤ人の住む惑星ベジータに攻め込んだときに王とに戦った場合も、まったく変身する必要もなく勝ってしまった」と語っているが、アニメ『ドラゴンボールZ』ではベジータ王が部下数人と共に反乱を起こしフリーザを襲撃するも敗死するエピソードが挿入された。フリーザも、どんどん強くなり団結していくサイヤ人を危険視し、伝説の超サイヤ人が出現することを恐れていたこともあり、フリーザにとって使えそうなベジータや他の惑星に送り込まれたごく一部のサイヤ人を除き、惑星ベジータはフリーザの手によってサイヤ人ごと消滅させられた。劇場版『神と神』では、破壊神ビルスがフリーザに惑星ベジータ消滅を指示したかのような発言をしている。『DRAGON BALL－ 放たれた運命の子供』では惑星ベジータ消滅の1ヶ月前が描かれており、超サイヤ人や超サイヤ人神の伝説に不安を覚えたフリーザが、星ごと滅ぼすためにサイヤ人たちに惑星ベジータへ戻るよう招集命令を下していた。エイジ730頃のサイヤ人による惑星征服からエイジ737における滅亡までの期間は短かった。
生き残ったのはわずかにベジータ、ナッパ、ラディッツと、フリーザが把握していなかったカカロット（孫悟空）の4人だけだった。ベジータたちにはこれからも手駒として使うには都合の悪い事実であるため、惑星ベジータの消滅は巨大隕石の衝突によるものと伝えられていた。
ラディッツが語ったサイヤ人が環境のよい星に乗り込んでそこの住民を絶滅させる行為を、クリリンはピッコロより極悪という趣旨のことを述べ、悟空はフリーザとの戦いにおいて、罪のない者たちを数多く殺した点を糾弾した際に、サイヤ人も同罪のはずという趣旨のことを言われるが、擁護はせず「だから滅びた」と断じている。
原作でフリーザが登場する前に放送された『Z』20話「よみがえるサイヤ人伝説! 悟空のルーツ」では、界王がサイヤ人の歴史を語るアニメオリジナルエピソードが挿入されているが、サイヤ人の悪行を止めるために惑星ベジータの神が天変地異を起こして惑星を破壊したと語られていた。
『DRAGONBALL EVOLUTION』小説版、ゲーム版では「サイヤ人はピッコロ大魔王の右腕」という設定になっている。

## 惑星ベジータ
エイジ550頃に原始サイヤ人が謎の宇宙船で漂着した、サイヤ人の故郷である惑星。巨大隕石の衝突が原因で消滅したと伝えられていたが、本当はフリーザによって破壊された。旧名は惑星プラント。惑星ベジータの重力は地球の10倍もあり、この星で体を鍛えていたことも、サイヤ人が強力な戦闘力を持つ要因の一つとなった。悟空は赤ん坊の頃から地球で育っているため、界王星では10倍の重力でも苦戦した。
東映動画に鳥山が提供した一色イラスト付きアイデアメモでは、惑星ベジータがプラント星だったこと、昔のサイヤ人たちの特徴、サイヤ人たちの昔の居住区、ツフル人の特徴、スカウターはツフル人が発明した旨が解説されており、これに準じてベジータ王率いるサイヤ人が、高度な科学力をもった先住民族のツフル人を滅ぼしたのち、惑星プラントを惑星ベジータに改名し、自らの母星としたオリジナルエピソードが製作された。
『Z』第20話、『改』第7話によると、この星では満月は8年に一度しか来ない。惑星ベジータには2つの月がある。
原作では惑星ベジータの様子が描かれていないが、ラディッツやフリーザの回想シーンに宇宙から見た惑星ベジータが描かれている。『DRAGON BALL－ 放たれた運命の子供』では星の様子が描かれており、サイヤ人の集落や悟空の母ギネが働く肉の配給所も描写された。劇場版第20作目『ブロリー』では、崖の上にそびえ立つベジータ王城や先進的な育児室、宇宙船基地も描かれた。
TVSP『たったひとりの最終決戦』では惑星ベジータの様子が描かれ、国土の様子は詳細に描かれていないものの、フリーザ一味の宇宙基地が多く設置されていた。『Z』第17話、『改』第6話では、神殿にある時の部屋から時間旅行に出た場所に、過去のサイヤ人が登場しており、そこは国土が荒廃し、あちこちに尻尾がある白骨死体が群がっている状態だった。
宇宙には、謎の宇宙船で原始サイヤ人が惑星ベジータ（惑星プラント）にたどり着く以前の、真の故郷が存在している可能性が示唆されていたが、『超』で本来サイヤ人は惑星サダラ に住む者であったことが判明した。作中でベジータが初対面したキャベに、「惑星サダラが仲間割れで消滅したあと違う星を奪い、そこを惑星ベジータと名付けたが、結局その星も陰謀によって無くなった」と説明した。第6宇宙では惑星サダラが現存しており、サイヤ人はそこを拠点として活動している。第6宇宙のサイヤ人は略奪行為なども行っていないため、第6宇宙には惑星ベジータは存在しない。

## サイヤ人の一覧
詳細が無いキャラクターについては、各リンク先の記事を参照。

### 原作
純血
- 孫悟空（カカロット）
- ラディッツ
- ナッパ
- ベジータ
- バーダック

地球人との混血
- 孫悟飯
- トランクス（未来）
- トランクス（現代）
- 孫悟天
- パン
- ブラ

フュージョンによる合体
- ゴテンクス - 孫悟天とトランクスのフュージョン。

ポタラによる合体
- ベジット - 孫悟空とベジータがポタラで合体した姿。

### アニメオリジナル

#### 『ドラゴンボールZ』
ベジータ王（ベジータ三世）
声 - 銀河万丈（Z第78話、ゲーム『ドラゴンボールZ Sparking! METEOR』、劇場版『ブロリー』）、岸野幸正（Z第124話）、佐藤正治（劇場版『ドラゴンボールZ 燃えつきろ!!熱戦・烈戦・超激戦』、劇場版『神と神』、『超』）
本名は「ベジータ三世」（「ベジータ王三世」）で、息子の長男が「ベジータ四世」 である。一人称は「私」もしくは「俺」。
惑星ベジータの王であり、ベジータ（長男）とターブル（次男）の父親。原作では、其之二百九十六「フリーザ超変身!!」でフリーザとベジータのセリフにて存在が語られるが、王と呼ばれるだけで劇中には登場せず、その時点では容姿も不明だった。フリーザの方が攻め込んできて倒されたことになっており、フリーザから「たいしたことなかった」と評され、ベジータからは「ガキの頃に王の力などもう超えていた」と評された。
『Z』では、第78話でフリーザの回想シーンにて初登場。性格は短気で冷酷だが、従来のサイヤ人に見られない戦略家であり、統率が全く取れない蛮族に過ぎなかったサイヤ人をまとめ上げツフル人殲滅作戦を計画、指揮して攻め滅ぼしたり、後の脅威になるだろうと赤子のブロリーを抹殺しようとしたりしていた。そのためパラガスやベビーから恨まれており、彼らの復讐の発端ともなっている。幼い頃の長男ベジータに帝王学を叩き込んでいた。一方、次男ターブルは戦闘に向かない理由から辺境の地に放り出していた。
風貌はベジータに似ており、髭を生やしている。マントを付け、戦闘服にも特殊な模様が入っている。当初は純血サイヤ人は全員黒髪という設定がなかったため、『Z』では髪やひげが赤茶色となっている。顔の設定のみ鳥山明のデザインであり、設定画は白黒で描かれ髪は黒ベタで塗られている。『Z』ではフリーザの支配下にあり、息子のベジータも配下となり彼のもとを離れていたが、息子のことはどうでもよく、自身がフリーザの道具であったことに猛烈な反感を抱き、さらに自身もフリーザを倒して全宇宙を支配する野心を抱くようになり、エイジ737年頃、フリーザが王子ベジータを引き取りに惑星ベジータに来た時、サイヤ人エリート部隊を率いて反乱を起こし船内に突入したが、待ち構えていたフリーザには手も足も出ず、一撃で倒される。その後、率いたエリート部隊もフリーザに怯えながら仇討ちができず、フリーザの光線で全滅し、惑星ベジータも爆破されサイヤ人は事実上滅びた。
ファミリーコンピュータゲーム『ドラゴンボールZ外伝 サイヤ人絶滅計画』および付属のビデオでベジータが語った歴史では、ツフル人はサイヤ人を奴隷として酷使しており、統一国家としての惑星ベジータを築き上げた指導者とされる。また、界王いわくツフル人に勝るとも劣らない頭脳を持っていた模様。
劇場版『燃えつきろ!!熱戦・烈戦・超激戦』ではパラガスの回想シーンに登場し、パラガス・ブロリー父子を謀殺しようとしたことが語られた。『GT』ではベビーの回想シーンにて登場。
劇場版『神と神』では破壊神ビルスにひれ伏している回想シーンが描かれ、ビルスから「ケチだった」と言われている。アニメ『超』では、破壊神ビルスから宇宙で一番使い心地のいい枕を持ってくるように言われて、どこかの星からそれを奪って献上するも、宇宙一の枕を自分用にして2番目を献上したのがビルスにバレたため、ビルスに足蹴にされて痛めつけられている回想シーンが描かれ、ビルスから「サイヤ人の中でも特にムカつく」と言われている。映画『ブロリー』では、提携を結んでいたコルド軍を迎えつつ、狙撃手たちを潜ませていたが、コルド軍の後継者に指名されたフリーザにあっさり見破られており、保育カプセル内の幼いベジータのことは、自慢の息子として高く評価し期待しているため、息子を超える逸材のブロリーを「将来、力をコントロール出来なくなり惑星ベジータはおろか宇宙を破壊しつくしてしまう」と辺境の星に追放処分した。小説版『ブロリー』では、サイヤ人はコルド軍と一度は戦ったこと、狙撃手は暗殺のためではなく、もしもに備えてのことだったこと、フリーザの言動から歯向かう気すら起こらないほどの恐れを感じたこと、ベジータ王はブロリーの潜在能力に嫉妬し亡き者にしようとしたというパラガスの指摘は正しく、いわれのないことならパラガスを一撃で殺しており、息子こそ最強であってほしいと願う自分を恥じる部分があったことが書かれている。
PlayStation 2とWiiのゲーム『Sparking! METEOR』にはプレイヤーキャラクターとして登場している。ゲーム中のIF編では、総司令官としてサイヤ人を団結させ、フリーザに総力戦を挑む。フリーザに続いてコルド大王も倒したかったが、フリーザに及ばず戦死する。その死は息子ベジータがひそかにフリーザの体力を削る当て馬としていたものだった。また、ベビーと戦わせると「いつぞや滅ぼしたツフル人か」とベビーがツフル人の生き残りであることを感知したようなセリフを言う。ベジータと戦わせるとベジータから「あんたの時代は終わった」と言われる。コルド大王とは面識がある。
技は、掌から相手を一瞬で蒸発させる処刑光線、掌から極太の気功波を放つオーガブラスター。処刑光線は惑星占領がなかなか進まないサイヤ人兵士や、パラガスを処刑する際に使用。オーガブラスターはフリーザの宇宙船に乗り込んだ際、複数のフリーザ軍兵士を葬るのに使用している。また、息子ベジータの技・ギャリック砲も使用し、ゲームではゲームオリジナルの大猿形態のときに使用している。
幻のサイヤ人（オニオン、ブロッコ）
声 - 郷里大輔、岸野幸正
『Z』第17話に登場。サイヤ人来襲に備えて神様の下で修行した天津飯たちが幻覚の中で出会った2人組のサイヤ人。一人は背が高く長髪の男で、もう一人は顔に傷があり、禿げ上がった髪型が特徴の小男。半人前の下級戦士ながら天津飯たちを軽々と倒し、天津飯は己の未熟さを知った。劇中ではリング状のエネルギー波などを使用している。
アニメでは名前がつけられていないが、設定資料では顔に傷のある方がサイヤ人A、背の高い方がサイヤ人B、ファミリーコンピュータゲーム『ドラゴンボールZ 強襲!サイヤ人』ではオニオン、ブロッコと名前が付けられている。また、同作においてはオニオンの色違いのパンプキンも登場。後にプライズ景品である『ドラゴンボール改 コレクタブルフィギュア5〜サイヤ人の系譜〜』にも同名で採用されている。

#### 『たったひとりの最終決戦』
- セリパ
- トーマ
- トテッポ
- パンブーキン
- 本作品に登場したサイヤ人たち - 名称なし。酒場の一場面に登場。

#### 『ドラゴンボールGT』
- ゴジータ - 孫悟空とベジータのフュージョン。
- 孫悟空Jr
- ベジータJr
- ベジータJr.の母 - 本名は不明。

#### 『ドラゴンボール超』
- キャベ - 第6宇宙のサイヤ人。
- レンソウ - 第6宇宙のサイヤ人。
- カリフラ - 第6宇宙のサイヤ人。
- ケール - 第6宇宙のサイヤ人。

ポタラによる合体
- ケフラ - カリフラとケールがポタラで合体した姿。

#### 劇場版・イベント用アニメオリジナル
- ターレス - 劇場版『地球まるごと超決戦』に登場。
- ブロリー - 劇場版『燃えつきろ!!熱戦・烈戦・超激戦』『ドラゴンボールZ 危険なふたり!超戦士はねむれない』『ブロリー』に登場。
- パラガス - 『ドラゴンボールZ 燃えつきろ!!熱戦・烈戦・超激戦』『ブロリー』に登場。
- ターブル - 『ドラゴンボール オッス!帰ってきた孫悟空と仲間たち!!』に登場。ベジータの実弟でトランクスの叔父。
- ビーツ - 劇場版『ブロリー』に登場。
- モロコ - 劇場版『ブロリー』に登場。
- シトウ - 劇場版『ブロリー』に登場。
- ニオン - 劇場版『ブロリー』に登場。
- ベジータ王の執事 - 劇場版『ブロリー』に登場。

### 鳥山明の他作品
- ヤモシ[7] - 鳥山明のインタビューに登場した史上初の超サイヤ人になったサイヤ人。
- オニオ - 『ネコマジンZ』に登場。
- ギネ - 『DRAGON BALL－ 放たれた運命の子供』で初登場。ラディッツとカカロット（＝孫悟空）の母。
- リーク - 『DRAGON BALL－ 放たれた運命の子供』に登場。劇場版『ブロリー』にて名前が判明。
- タロ - 『DRAGON BALL－ 放たれた運命の子供』に登場。劇場版『ブロリー』にて名前が判明。

### ゲームオリジナル
- ブロッコ[注 30]
- オニオン[注 30]
- パンプキン - オニオンの色違い。オニオンより浅黒い。
- 原始サイヤ人 - 名称なし。プレイディアソフト『ドラゴンボールZ真サイヤ人絶滅計画』に複数登場する。
- トランクス（ゼノ） - 作品によって設定が異なる。『ドラゴンボールオンライン』および『ドラゴンボール ゼノバース』ではセル編後に未来に帰ったトランクスが時間移動の罪でタイムパトロール隊として働かされている姿だったが、『ドラゴンボールヒーローズ』では未来から過去を変えるためにタイムパトロールとして現代へやってきたセル編とは違う世界のトランクスとなっている。
- 仮面のサイヤ人 - ミラに洗脳され、タイムパトロールメンバーと闘えるようパワーアップされたバーダック。イービルバーダック(Evil Bardock)とも呼ばれる。
- バーダック（ゼノ） - 仮面が割れて洗脳が解けたバーダック。『ドラゴンボール』のゲームシリーズに登場する仮面のサイヤ人の正体。初登場は『ドラゴンボールオンライン』。この際具体的な命名はされず後に『ドラゴンボールヒーローズ』で再登場した際にバーダック：ゼノと命名された。『オンライン』の設定ではフリーザの攻撃後、瀕死状態に陥ったところをトワに可能性を見いだされ洗脳され仮面のサイヤ人となった。『ドラゴンボール ゼノバース2』では『オンライン』とは多少洗脳までの経緯が異なり、作中においてトワが「（バーダックが）ワームホールの中で暴れて過去の時代へ行った」と発言している。
- 孫悟天（ゼノ） - トランクス（ゼノ）と同様に未来から過去を変えるためにタイムパトロールとして現代へやってきた違う世界の孫悟天。
- 孫悟空（ゼノ） - どの時代の孫悟空かは不明で、原作とはまた違った世界の存在。道着は新しいものとなり、如意棒を背負っている。魔神ドミグラに対抗するために新たなる姿で戦いに参戦。
- 黒仮面のサイヤ人 - 洗脳され、パワーアップされたベジータ。仮面の力を利用してパワーアップを図ったが逆に洗脳された。
- ベジータ（ゼノ） - 仮面が割れて洗脳が解けたベジータ。洗脳されたことを怒りドミグラに立ち向かう。
- 孫悟飯（ゼノ） - どの時代の孫悟飯かは不明。未来から過去を変えるためにタイムパトロールとして現代へやってきた違う世界の孫悟飯。
- ターレス（ゼノ） - 体に暗黒魔界製の暗黒ドラゴンボールが埋め込まれてパワーアップしている。
- パラガス（ゼノ） - 魔神トワの配下に付き、左目にはトワの作った洗脳装置である眼帯を装着し、洗脳されている。
- 暗黒仮面王 - 暗黒帝国軍の首領「メチカブラ」に仕える謎の戦士。フード付きの赤いコートを羽織り、顔は白い仮面で覆われている。正体は洗脳されたベジータ王。
- ベジータ王（ゼノ） - 暗黒に染まったベジータ王。
- ブロリーダーク - 暗黒魔界の魔神トワに力を貸している父・パラガス：ゼノの手によって暗黒魔界の仮面を装着され、パワーアップされたブロリー。
- シャロット - 『ドラゴンボールレジェンズ』に登場するオリジナルキャラクターで主人公。遠い過去から現代に飛ばされてきた古代のサイヤ人。
- ジブレット - ゲーム『レジェンズ』に登場するオリジナルキャラクターでシャロットの双子の兄弟。各地で破壊活動を行っていたサイヤ人の正体。正体が判明するまでは赤いマントやフードを身にまとっており「フードの男」や「赤衣のサイヤ人」などと通称されていた。
- カンバー - 『ドラゴンボールスーパーヒーローズ』に登場するキャラクター。暗黒魔界の科学者フューが作り出した監獄惑星に捕らわれていた謎のサイヤ人戦士。名前が判明するまで作中では「悪のサイヤ人」と通称されていた。
- パン（ゼノ） - どの時代のパンかは不明。未来から過去を変えるためにタイムパトロールとして現代へやってきた。
- 紅き仮面のサイヤ人 - 『スーパードラゴンボールヒーローズ』に登場する新たな仮面のサイヤ人。ビッグバンミッションの新時空大戦編から参戦。その正体は話し方の特徴からゴクウブラックではないかと予想されていた。仮面の正体は大方予想通り、ゴクウブラックであった。
- 黒衣の戦士 - 『ドラゴンボールスーパーヒーローズ』ビッグバンミッションの新時空大戦編より登場。髪型は悟空やバーダックと同じ。その名の通り黒衣を身に纏った謎の戦士。ビックバンミッション9弾で超サイヤ人に変身したことから、黒衣の戦士もサイヤ人であることが確定した。敵か味方かは不明だが、悟空に協力したあと先代時の界王神アイオスとの「息子を救えたか」という内容の会話から、正体はバーダックであることが示唆されている。
- 黒衣の未来戦士 - 『ドラゴンボールスーパーヒーローズ』ウルトラゴッドミッションの時の界王神編より登場。先代時の界王神アイオスに従う黒衣の戦士の1人。その名の通り黒衣を纏っている謎の戦士。プロモーションアニメ時の界王神編第３話で、正体は原作とは別時空の未来悟飯であることが判明。彼の存在した歴史では、未来の人造人間17号、18号によってトランクスとブルマたちが殺されてしまっており、何も守れずに弱いままのうのうと生きている自身に絶望し、強さを証明することのみが生きる道しるべとなってしまい、アイオスと組み暗黒ドラゴンボールの恩恵を受けたと未来悟飯は語った。未来悟飯の力は暗黒ドラゴンボールで強化され、通常の超サイヤ人の状態で、超サイヤ人ゴッドのトランクス:ゼノと互角並の強さに強化されている。

#### 『ドラゴンボールフュージョンズ』
ニンテンドー3DSソフト『ドラゴンボールフュージョンズ』のオリジナルキャラクター。
- ピニッジ
- ブカー
- ネンジョ
- スクワッシュ
- ルバーブ
- ジャガーモ
- シシト
- ズキーニ
- ビーナス
- ビワラ
- ソウガ
- ゼンマ
- ピピーマ
- ガラッツ
- ラクヨウ
- ヘイヤ
- ローメン
- ラキョウ
- ミーバッツ
- ガウリー
- タイバ
- ゴーヤン
- クレッソ
- キウリン
- フキ
- セージ
- ワビサ
- プラウト
- レガノン
- ヤシモ - 鳥山明のインタビューで登場したヤモシとは別人。
- ジバール
- カリフ
- シタバア
- セサミ
- ザイサ
- ミント
- シャロット - ゲーム『レジェンズ』のシャロットとは別人。
- ニーラ
- チョコリ
- ナーミス
- ナス
- キキリー
- プリカ
- ユネリ
- リセ
- ルッコラ

#### アバター
- サイヤ人アバター - 『ドラゴンボールオンライン』ではメインビジュアル画やPVで登場したゲームの主人公らしきサイヤ人が存在し、ゲーム『ゼノバース』でも『週刊少年ジャンプ』などの誌面上やPVで紹介されたサイヤ人のアバター設定画が存在する。『ドラゴンボール アルティメットブラスト』ではオリジナルの男性サイヤ人をゲーム『ゼノバース』、ゲーム『ゼノバース2』、ゲーム『フュージョンズ』ではオリジナルの男性と女性のサイヤ人を「アバターモード」で作成でき、『ドラゴンボールオンライン』では、サイヤ人の血を受け継いだ人間族として男性と女性のアバターを作成できる。

『ドラゴンボールヒーローズ』でもアバターとして男性と女性の「ヒーロータイプ」「エリートタイプ」「バーサーカータイプ」のサイヤ人が登場する。
『ドラゴンボールヒーローズ』のアバターにはデフォルト名が存在し、『Vジャンプ』に掲載されている「ビクトリーミッション」の漫画にも登場する。ヒーローアバターのデフォルト名は男性が「ビート」で女性が「ノート」。エリートタイプの男性が「エリト」、女性が「ヴィオラ」。バーサーカータイプの男性が「バーサク」、女性が「フォルテ」である。

#### ポタラによる合体
- ベジークス（ゼノ） - トランクス（ゼノ）とベジータ（ゼノ）がポタラで合体した姿。
- ベジット（ゼノ） - 孫悟空（ゼノ）とベジータ（ゼノ）がポタラで合体した姿。

#### フュージョンによる合体
- ゴテンクス（ゼノ） - トランクス（ゼノ）と孫悟天（ゼノ）のフュージョン。
- ゴハンクス（未来） - 孫悟飯（未来）とトランクス（未来）のフュージョン。
- ナッツ - ナッパとラディッツのフュージョン。
- ゴジータ（ゼノ） - 孫悟空（ゼノ）とベジータ（ゼノ）のフュージョン。
- ゴハンクス（ゼノ） - 孫悟飯（ゼノ）とトランクス（ゼノ）のフュージョン。
- シャレット - シャロットとジブレットのフュージョン。

#### EXフュージョンによる合体
ドラゴンボールシリーズに登場するキャラクターのEXフュージョン（ピニッジ以外のゲームオリジナルキャラクターは除く）は全て『ドラゴンボールフュージョンズ公式超ガイドブック』に掲載されている。
- クウハン - 孫悟空（少年期）と孫悟飯（少年期）のフュージョン。
- EXゴハンクス - 孫悟飯（少年期）とトランクス（幼年期）のフュージョン。
- カロリー - 孫悟空と超サイヤ人ブロリーのフュージョン。
- クリゴハン - 孫悟飯（少年期）とクリリンのフュージョン。
- ゴリリン - 孫悟空（少年期）とクリリンのフュージョン。
- パンデル - パンとビーデルのフュージョン。
- ブラパン - パンとブラのフュージョン。
- ベジンクス - ベジータとトランクス（未来）のフュージョン。
- ヤムータ - ベジータとヤムチャのフュージョン。
- ギニューマン - グレートサイヤマン（孫悟飯）とギニューのフュージョン。
- タッツ - ターレスとラディッツのフュージョン。
- グレートサタンマン - ミスター・サタンとグレートサイヤマンのフュージョン。
- グレートサイヤマン12号 - グレートサイヤマン1号と2号のフュージョン
- グレートジャコ - グレートサイヤマンとジャコのフュージョン。
- ゴルス - 孫悟空とビルスのフュージョン。
- コロハン - ピッコロと孫悟飯のフュージョン。
- タクス - トランクス（未来）とタピオンのフュージョン。
- ピニータ - ベジータとピニッジのフュージョン。
- ラッパ - ナッパとラディッツのEXフュージョン。
- スーシンクウ - 孫悟空と四星龍のフュージョン。
- EXゴテンクス  - トランクス（幼年期）と孫悟天がEXフュージョンした姿。
- EXゴジータ - 孫悟空 とベジータがEXフュージョンした姿。
- バーロット - 孫悟空とバーダックのフュージョン。
- ジャンクス - トランクス（未来）とジャコのフュージョン。
- トワネ - トワとギネのフュージョン。
- カロリーブラック - 超サイヤ人ロゼ ゴクウブラックと超サイヤ人ブロリーのフュージョン[43]。
- EXトランクス - トランクス（超）とトランクス（幼年期）のフュージョン[43]。

種族サイヤ人のゲームオリジナルキャラクターとのEXフュージョン
- 名称多数

ゲーム『フュージョンズ』はゲームオリジナルキャラクター同士のEXフュージョンが色々な組み合わせでできる ので、膨大な数のサイヤ人EXフュージョンキャラクターが存在する。
ドラゴンボールフュージョンズの主人公（アバター）とのEXフュージョン
- EXアバター[44]

主人公はすべてのキャラクターとEXフュージョンできる ので、「主人公と孫悟空」「主人公（サイヤ人アバター）とクリリン」など、全ての既存のキャラクターとのEXフュージョンが可能。また主人公（サイヤ人アバター）とゲームオリジナルキャラクターとのEXフュージョンもできるので、膨大な数のサイヤ人EXアバターが存在することになる。

#### 勝手にフュージョンによる合体
- KFキャラクター

ゲーム『フュージョンズ』で「すれちがい通信」を利用すると、外ですれちがったプレイヤーのキャラクターと「勝手にフュージョン」をして自分のアバターを強くできる。勝手にフュージョンでは、EXフュージョンで存在しない組み合わせでもフュージョンすることができる。既存のキャラクター同士でのフュージョンが可能なため、EXアバター同様膨大な数のKFキャラクターが存在する。

#### マキシフュージョンによる合体
- 名称なし - ゲーム『フュージョンズ』の主人公と仲間の超戦士5人でのフュージョン。
- マキシピニッジ - ピニッジ、ピピーマ、ワンタ、セル、フリーザの5人でのフュージョン。

容姿には様々なパターンがあるが、公式サイトでは、孫悟空（少年）、孫悟天（少年）、トランクス（少年）、パン（GT）、主人公（アバター）の5人で行っている。この時のキャラクターは、性別は男。キャラクターの性別・種族によって、容姿に多少の違いが生じる。女性キャラクターの場合は髪の毛を後ろでまとめ、サイヤ人の場合は ベースとなるキャラクターが超サイヤ人に覚醒していなくても超サイヤ人に変身する。また、超サイヤ人と超サイヤ人ブルーが合わさった姿にも変身する。

### 備考
原作本編では、純血の女サイヤ人は登場しない。アニメ『ドラゴンボールZ』では界王によるサイヤ人の回想シーンで1カットだけ女性のサイヤ人が、フリーザが回想するベジータ王の反乱シーンで女性らしい青髪のエリートサイヤ人が登場する。テレビスペシャル『たったひとりの最終決戦』ではセリパ以外に酒場の一場面にも女性サイヤ人が登場している。『DRAGONBALL- 放たれた運命の子供』では孫悟空の母、ギネも登場している。『超』でベジータがブルマに対して「気が強い奴だが嫌いではない」と話した際、張り合うかのように悟空が「そんなこと言ったらオラだってチチのこと好きだぞ」と言った後、ベジータは「気の強い女しかいないサイヤ人 の血だ」と言われ、これには同じサイヤ人である悟空も驚き、その場にいたピッコロが激しく納得した。
ゲーム『ドラゴンボールヒーローズ』では、テレビ番組『サキよみ ジャンBANG!』の進行役である3人、アメリカザリガニ (お笑いコンビ)のアメパイ（柳原）・ザリパイ（平井）、アッキーナ（南明奈）もサイヤ人の姿で登場している。
Yahoo!JAPAN内の劇場版『ブロリー』とのタイアップコンテンツ「ヤフー惑星ベジータ」ではブログーというサイヤ人ブロガーが登場している。

## 大猿
サイヤ人は、尻尾がある状態で満月もしくはエネルギーを織り交ぜて作り出したパワーボールを見ると変身し、戦闘力が10倍にアップする。これは月に照り返された太陽光に含まれる1700万ゼノを超えるブルーツ波が、目を通じ尻尾に反応することで起こるもので、ラディッツは大猿の状態こそがサイヤ人の本領を発揮する時だと言っている。原作で大猿に変身したのは孫悟空、孫悟飯、ベジータの3人。
例外として、アニメ『Z』では悟飯が宇宙ポッドから作られた月の幻影で変身している。また、『GT』では悟空が究極ドラゴンボールによって誕生したツフル星から見た地球を満月と見立て、大猿化している。ベジータはブルマが開発した1700万ゼノを更に上回るブルーツ波を発生させるブルーツ波発生装置によって尻尾の無い状態から大猿化している。通常の大猿とは違い、体毛が本来の茶色でなく金色で覆われていることから、黄金の大猿と呼ばれることが多い。黄金の大猿に変身するには従来の大猿同様に1700万ゼノ以上のブルーツ波を浴びる必要がある。悟空やベジータなどの鍛錬を積んだ超サイヤ人のみ変身することが可能。悟空、ベジータはこの形態を経て超サイヤ人4に変身している。また、悟空は一度超サイヤ人4に覚醒して以降、黄金の大猿を経ることなく一瞬で変身が可能となった。ベジータは再度ブルーツ波を浴びる必要があるが、ブルーツ波発生装置を破壊されたため再変身は叶わなかった。『GT』ではベジータベビーが、スーパーベビー2の特徴を併せ持ち体毛が金色の大猿ベビーに変身した。
尻尾を切断されると大猿に変身することはできなくなり、変身状態でも大猿形態から元の人間の形態に戻る。
悟空は神殿で修行する際、神が月を元に戻すために尻尾を切断された。何らかの処置をされたために尻尾は再生しなくなり、大猿化ができなくなった。また悟天やトランクス、パンは作中で尻尾が確認されていなく、大猿になることはない。
ゲーム『ドラゴンボールZ カカロット』では、悟飯の尻尾が再生しなくなった理由を探るサブクエストがある。ゲーム中では神に処置をされたわけでもなく、ベジータに聞いても明確な根拠も分からなかったが、悟飯自身は「大猿になるより強くなったから生えなくなってきた」という考えに至った。この結論は鳥山による新設定および、前述の設定とも符号している。
大猿化すると悟空や悟飯は理性が保てず無差別に周囲を攻撃する。変身時の記憶はなく、悟空はベジータとの闘いを通じて、初めて自身が満月の夜に大猿に変身することを自覚した。クリリンは、「実際は理性を失うのではなく、大猿化するとサイヤ人本来の凶暴な性格に戻る」と推測した。地球人との混血である悟飯はわずかに地球人としての心が垣間見え、悟空とクリリンの声に反応し、ベジータのみに対して攻撃をした。劇場版『地球まるごと超決戦』では親しくなったハイヤードラゴンは攻撃せず、ターレスのみへ襲い掛かるシーンもある。
幼少期の悟空も大猿化した際には凄まじい力を見せ、後に悟空の出自が判明するまでブルマたちは、悟空の尻尾が再び生えてきた時や悟飯の尻尾を見た時には、満月の夜での変身を警戒した。大猿化の特性を知ったピッコロも、悟飯が大猿化した時の破壊力に戦慄している。
エリート戦士であるベジータは、理性を失わずに大猿化が可能である。悟空との闘いにおいて自ら小型の月（パワーボール）を作り変身した。会話も正気でパワーやスピードをコントロールすること、エネルギー砲を撃つこともできる。
ゲームではラディッツ、バーダック、ターレス、セリパといった下級戦士は大猿化すると理性を失う。それに対し、ベジータ、ナッパ、ベジータ王などのエリート戦士は理性を保つことができる。サイヤ人は元々は大猿だったが、知性を得て人間になったという説もある。
『ドラゴンボール』の2代目担当編集者である近藤裕によると、大猿が登場した話は原作・アニメ共に全く人気がないようで、大きすぎるとリアリティがなく見ている側がピンとこないと言い、敵キャラクターを作る時は大きくしすぎないという認識ができた。
原作とアニメで変身したキャラクター
- 孫悟空
- 孫悟飯
- ベジータ
- ベジータベビー
- バーダック
- セリパ
- パンブーキン
- トテッポ
- トーマ
- ブロリー

ゲーム作品のみで変身したキャラクター
- ターレス[注 38]
- ラディッツ[注 38]
- ナッパ[注 38]
- ベジータ王[注 38]
- オニオン[注 39]
- ブロリー[注 40]
- ゴジータ[注 40]
- 仮面のサイヤ人[注 40]
- マキシピニッジ[注 41]
- カンバー[注 42]

## 超サイヤ人
サイヤ人が戦闘力上昇のために変身した姿。「スーパーサイヤ人」とも表記される。体格が極端に大きくなったり獣のようになる大猿化とは異なり満月を見る必要性はない。大猿化同様に変身時の戦闘力は通常時や大猿時とは比べ物にならない程、格段に上昇する。超サイヤ人は一定の壁を超えることで、超サイヤ人2、超サイヤ人3へと段階的に変化するが、変化に伴い気の消費が激しくなるため、状況に応じて使い分けられている。また、老界王神から、体に負担がかかりすぎて寿命を縮める問題点も指摘されている。アニメ『GT』オリジナルの超サイヤ人4のみ、それらの弱点は解消されている。
エイジ762以降に悟空たちが次々と覚醒するまでは、一千年に一人現れると伝えられていた。「どんな天才戦士も越えられない壁を越え、あらゆる種族の戦闘力を超越したサイヤ人が存在する」という伝説がサイヤ人の間で浸透しており、悟空対リクーム戦の際にベジータも同様の発言をしていた。ギニューは、超サイヤ人伝説を「血と戦闘を好む全宇宙最強の戦士」と言っており、それは強力なパワーアップの代償として理性を失い、戦闘本能のみで生きることになるためだと関連書籍で言及されている。ただし体を慣らせば理性を維持できるようになると解説されている。
『ドラゴンボール大全集』では、変身に必要とされる条件は「『一定以上の戦闘能力』と『穏やかで純粋な心』、あるいは『純粋な悪の心を兼ね備え、極端な危機感や強い怒り、悲しみに苛まれていること』と（大全集では『極端な感情変』とも）されている」。併せて、超サイヤ人が多発したことについては、「サイヤ人の個体数が少数化したことにより、種そのものが絶滅の危機にあることに起因する種の保存本能」と説明されている。以上を踏まえて『ドラゴンボール大全集』では人口自体が少ない現在、「一定水準以上の高い戦闘力を持ったサイヤ人であれば（感情面の条件を満たせば）誰でも超サイヤ人になれる」と解説されている。第6宇宙のサイヤ人は特に絶滅の危機に陥っていないが、キャベは通常状態のベジータと互角程度の力を持っていたため、ベジータに対する怒りで超サイヤ人に覚醒している。第6宇宙では超サイヤ人の存在は知られていなく、超サイヤ人に変身した悟空を見てシャンパやキャベが驚いていた。
鳥山明は「誰でも超サイヤ人になれるわけではなく、条件として体の中の"S細胞"というものが必要であり、このS細胞が一定量に達したとき、怒りなどをきっかけにさらにS細胞を爆発的に増やし体に変化をもたらせたのが超サイヤ人」「悟空やベジータの子供が比較的簡単に超サイヤ人になれたのは、遺伝的にS細胞を受け継いでいるため」「全てのサイヤ人はS細胞は持っているが数は多くない。」「永く超サイヤ人が現れず伝説化した理由は、一番多くS細胞を増やす手段が"穏やかな精神"なのに対して、一般的なサイヤ人には苦手なことだからだと思う」と答えている。
アニメ『超』では、怒りをきっかけとした超サイヤ人への覚醒と共に、技術的なコツも存在することが語られており、背中の中心 に力を集中する といった覚醒へのコツがあることも判明した。この設定は原作者の鳥山明によるもの。ただし、それでも容易にできることではないらしく、キャベに教えられてすぐに超サイヤ人に覚醒できたカリフラは、彼に「天才」と称された。
原作で超サイヤ人になれるのは、孫悟空、孫悟飯（現代、未来）、ベジータ、トランクス（現代、未来）、孫悟天の5人。純血のサイヤ人で超サイヤ人になれるのは原作では悟空とベジータの2人のみ、『超』のブロリーを含めても第7宇宙の純血の超サイヤ人は3人で純血の超サイヤ人は非常に希少な存在である。
作品の後半、幼少期のトランクスと悟天が既に超サイヤ人になっていた事を知って、ベジータが「超サイヤ人のバーゲンセール」と漏らしていた。原作以外の登場人物としてはブロリー、『GT』に登場した孫悟空の子孫の孫悟空Jrやベジータの子孫、『ネコマジンZ』に登場するオニオが覚醒しているほか、スピンオフ作品ではバーダックや、『超』で第6宇宙のサイヤ人であるキャベ、カリフラ、ケールも覚醒している。
劇場版『燃えつきろ!!熱戦・烈戦・超激戦』のブロリーは超サイヤ人になった時、コントロール装置が付けられたでは髪の色が青色だったが、2回目の登場である劇場版『危険なふたり!超戦士はねむれない』および劇場版『ブロリー』では金髪になっている。
地球襲来前のナッパは、サイヤ人と地球人との血が混じり合った強力なパワーを持つ雑種のことを「スーパーサイヤ人…ってとこか」と表現していた。また、アニメ『Z』ではフリーザが「超（ちょう）サイヤ人」と呼んだこともある。
超サイヤ人のように、戦う時に変身するアイデアは、鳥山が当時子供と一緒に見ていた特撮テレビ番組からヒントを得たもの。

### 擬似超サイヤ人
劇場版『ドラゴンボールZ 超サイヤ人だ孫悟空』のスラッグとの戦いにおいて、悟空が変身したもの。関連サイトでは、「悟空が無意識のうちに超サイヤ人の力を瞬間的に発揮した形態で、超サイヤ人として完全に覚醒しきっておらず、悟空自身も超サイヤ人の力であるとは気付いていない」 と解説されている。一方で「敵に追い詰められた怒りのパワーが暴走して、超サイヤ人であるように見えたらしい」と関連書籍で解説されている。
髪を逆立て、黄金の気を纏い、戦闘力が大幅に上がる特徴は超サイヤ人と同じであるが、金髪にはならない。しかし、発している気はオレンジ色に近い。両目は白目をむき、自我はない特徴が見られ、夢中で戦闘を行う状態であった。
当該映画の上映時にはまだ原作でも超サイヤ人が未登場であったため、独自のデザインと描写となったと言われている。劇中ではスラッグを一時圧倒したが、スラッグの正体が明かされた直後までの短い時間で、この状態は解けている。ちなみに頭髪が逆立つというアイデアを出したのは、原作者である鳥山明である。
アニメ『Z』の「あの世一武道会編」でも、悟空が毛髪や瞳の色が変化しない黒髪黒目の状態のままで、超サイヤ人のような輪郭線のある鋭い目つきと逆立った頭髪の姿（孫悟飯が変身する「アルティメット孫悟飯」のような外観）に変身するシーンがある。この形態の時は、オーラと共に発生する効果音が超サイヤ人とは異なり、界王拳を発動した際の効果音と同じであった。しかし、次回予告の時点での該当シーンでは、従来の金色の超サイヤ人で描写されていた。
TVスペシャル『ドラゴンボールZ 絶望への反抗!!残された超戦士・悟飯とトランクス』では、孫悟飯の指導の下で未来のトランクスが超サイヤ人へと変身する修業の際、擬似超サイヤ人に似た状態に変化している。だが修業では、その状態を維持することすらやっとで、超サイヤ人への変身には至らず全て途中で力尽きた。原作にあたる『TRUNKS THE STORY -たったひとりの戦士-』では髪の毛は逆立ち、金色となっていたが瞳も緑となっていたが、虹彩は変身前の状態を保っていた。

### 超サイヤ人（第1段階）
原作およびアニメ『Z』に登場する、超サイヤ人の第1段階かつ基本的な形態。軽い興奮状態になり、好戦的になる。髪や眉が金髪に変わり瞳が緑色になる。目つきも鋭くなり、黄金色（黄色い）オーラをまとうようになる。
元々好戦的であるベジータは、超サイヤ人になっても性格の変化が目立たないが、悟空の場合は一人称と二人称が普段の「オラ」から「オレ」、「おめえ」から「きさま」に変わっていた。悟空やトランクスのように正しい心を持ったまま変身した者に関して、争いを好むかどうかはもともとの性格によるという解説もある。後述の超サイヤ人第2段階よりは少ないが、体に負担がかかるようで、悟空は超サイヤ人になることで心臓病が一気に進行している。戦闘力は通常時の約50倍に跳ね上がり、作中に登場する戦闘力測定装置「スカウター」では、超サイヤ人悟空の戦闘能力は初期段階で1億5千万であるとされている。ただし、後に鳥山明は「当時50倍の強さとされていたがちょっと大袈裟で、原作者の気持ちとしては今までの10倍ぐらいの変化という感じで描いていたと思う」と語っている。後述の超サイヤ人第2段階・第3段階などと区別するために「超サイヤ人第1段階」、超サイヤ人2・3などと区別するために「超サイヤ人1」と呼ばれることもある。
『ネコマジンZ』において変身したオニオ、ベジータ、悟空の3人は超サイヤ人2と同じくスパークが常時周囲に発生している。
原作とアニメで変身したキャラクター
- 孫悟空
- トランクス（未来）
- ベジータ
- ベジータ（未来）
- 孫悟飯（未来）
- 孫悟飯
- 孫悟天
- トランクス
- ゴテンクス
- ベジット
- ブロリー
- ゴジータ
- 孫悟空（GT）
- 孫悟空Jr.
- ベジータJr.
- バーダック[注 53]
- オニオ
- ゴクウブラック[注 54]
- キャベ
- カリフラ
- ケフラ
- ヤモシ
- 孫悟空（ミニ）
- ベジータ（ミニ）

ゲーム作品のみで変身したキャラクター
- 『ドラゴンボールオンライン』のPVに登場する主人公らしき人物（名称不明）
- 『ドラゴンボールオンライン』アバター（人間族）
- アバター男性超サイヤ人、アバター女性超サイヤ人「ヒーロータイプ」「エリートタイプ」「バーサーカータイプ」[注 40]
- アバター[注 55]
- トランクス（ゼノ）（ゲーム『ゼノバース）[注 40]
- 未来戦士（サイヤ人） - 『週刊少年ジャンプ』などの誌面上で紹介されたアバター設定画（ゲーム『ゼノバース』）。
- サイヤ人アバター（ゲーム『ゼノバース』）
- バーダック（ゼノ）[注 40]
- ゴテンクス（ゼノ）[注 40]
- ベジークス（ゼノ）[注 40]
- アバター（サイヤ人）[注 41]
- ピニッジ[注 41]
- スクワッシュ[注 41]
- セサミ[注 41]
- カロリー[注 41]
- カロリーブラック[注 41]
- 名称なし - 主人公とピニッジがEXフュージョンしたキャラクター[注 41]
- 主人公と孫悟空がEXフュージョンしたキャラクター[注 41]
- 主人公と孫悟空（GT）がEXフュージョンしたキャラクター[注 41]
- 主人公と孫悟飯（少年）がEXフュージョンしたキャラクター[注 41]
- 主人公と孫悟飯（青年）がEXフュージョンしたキャラクター[注 41]
- 主人公と孫悟天がEXフュージョンしたキャラクター[注 41]
- 主人公とベジータがEXフュージョンしたキャラクター[注 41]
- 主人公とトランクス（現代）がEXフュージョンしたキャラクター[注 41]
- 主人公とトランクス（未来）がEXフュージョンしたキャラクター[注 41]
- 主人公とバーダックがEXフュージョンしたキャラクター[注 41]
- 主人公とブロリーがEXフュージョンしたキャラクター[注 41]
- 主人公とトランクス：超がEXフュージョンしたキャラクター[注 41]
- 主人公とスクワッシュがEXフュージョンしたキャラクター[注 41]
- 主人公とセサミがEXフュージョンしたキャラクター[注 41]
- マキシフュージョンしたキャラクター[注 41]
- マキシピニッジ[注 41]
- 勝手にフュージョンしたキャラクター[注 41]
- アバター（ゲーム『ゼノバース2』）
- 孫悟空（ゼノ）[注 42]
- ゴジータ（ゼノ）[注 42]
- ナッパ[注 56]
- ベジータ（ゼノ）[注 42]
- 孫悟飯（ゼノ）[注 57]
- 孫悟天（ゼノ）[注 57]
- カンバー[注 42]
- シャロット[63]
- ゴハンクス（ゼノ）[注 42]
- 黒衣の戦士[注 42]
- 黒衣の未来戦士[注 42]

### 超サイヤ人第2段階
超サイヤ人を超えるという観念の元に生み出された。後述の超サイヤ人フルパワーとは異なり、第1段階から派生した別ベクトルの変身形態。筋肉が大きく膨れ上がり、身体に纏うオーラがバーナーの炎のような激しいものへと変わる。パワーとスピードが第1段階よりも格段に増す。第1段階よりエネルギーを消費し、体への負担も大きくなる。悟空は精神と時の部屋で実験的にこの形態になったが、それ以外で使うことはなかった。作中にて最初にこの形態に変身したのはベジータで、自らを「超（スーパー）ベジータ」と呼んだ。
鳥山明によるラフデザインでの段階では、「サイヤ人リミット」や「Zサイヤ人」などの仮名称がつけられている。
原作とアニメで変身したキャラクター
- ベジータ
- トランクス（未来）[注 59]
- 孫悟空

ゲーム作品のみで変身したキャラクター
- アバター（ゲーム『ゼノバース2』）

### 超サイヤ人第3段階
セルとの戦いでトランクスが変身した姿。ベジータがセルに痛めつけられたことからこの形態に変身した。第2段階よりも筋肉が大きく膨れ上がり、頭髪もより直立・拡張する。悟空も精神と時の部屋の修行中に悟飯の前で変身した。
トランクスが変身した際には完全体のセルから、「パワーだけは私を十分に超えている」と評され、第1段階の超サイヤ人を遙かに超えたパワーだったため、本人はこれが超サイヤ人を超えた姿と思いこんでいた。しかし、膨張しすぎた筋肉のせいでスピードが減衰しセルには一切攻撃が当たらず、エネルギーの消費も第2段階よりさらに増大するためにすぐに息を切らしてしまい、最終的にはセルから弱点を指摘される結果となった。セルも第3段階に相当する変身 を披露し、「こんなパワーに頼った変身では何も生み出せない」と言い、悟空も前述の悟飯への初披露時に「こんなにふくれあがった筋肉ではパワーは大きく上がってもスピードが殺されてしまう。でかいパワーも相手にあたらなければ何にもならない」と指摘し、弱点を把握した後に修行の方針へ変更した。欠点を指摘していたセル自身も、超サイヤ人2の悟飯に追い込まれた際、逆上するあまりパワーに傾倒し動きを鈍らせてしまうという同様の失敗をする。作中でベジータがこの変身を披露するシーンはなく、トランクスは「父さんはだからあえてこの変身をしなかったんだ。こうなるのがわかっていて」と発言した。
アニメ『超』の「''未来,,トランクス編」ではトランクスがベジータとの修行でこの形態に変身し、ベジータを油断させ隙を作るという使い方がされた。この時トランクスは短髪だったがセル戦の時のように長髪になった。「宇宙サバイバル編」でもカリフラが力の大会でこの姿となったが、悟空にその弱点を指摘されていた。
原作とアニメで変身したキャラクター
- トランクス（未来）
- 孫悟空
- カリフラ

### 超サイヤ人フルパワー
名称は『ドラゴンボール大全集』の記述による。「超サイヤ人第4段階」とも呼ばれる。この形態では第1段階の姿のまま、体や精神に大きな負担をかけずに超サイヤ人としての真の実力を余すことなく発揮する。超サイヤ人を超えるという観念の元に思案していた悟空が、第2段階と第3段階がエネルギーを非常に激しく消費して体の負担も大きくなることから、総合的なバランスを考えた上では第1段階が一番安定しているとの結論に至り、悟空と悟飯は精神と時の部屋での修行や、その後の日常で常に超サイヤ人の状態を維持することで、普段から第1段階の状態に体を慣れさせ、超サイヤ人の興奮状態を克服したことによりたどり着いた。それと同時に、パワーアップしても体への負担をごく小さくすることにも成功しており、気を高めることで高い戦闘力を発揮し、第1段階の姿のまま第2段階のベジータや第2段階と第3段階のトランクスをも上回る強さを見せる。興奮状態を克服したため、変身後の悟空も一人称が通常時と同じ「オラ」になる。
悟空はブウ（純粋）との最終決戦にて、通常状態で元気玉を作って放ったが、ドラゴンボールによる体力全快後はこの形態に変身して元気玉を押し戻しブウ（純粋）にとどめを刺した。
鋭い目が超サイヤ人の特徴であるが、この形態では通常時や驚いた時などに丸く描かれる。魔人ブウ編ではベジータや悟天とトランクス（現代）も同様の描写がなされている。
プレイディア版『サイヤ人絶滅計画』では「超サイヤ人の壁を越えた超サイヤ人」と呼ばれている。
劇場版『極限バトル!!三大超サイヤ人』では、通常状態で元気玉をつくり超サイヤ人に変身した悟空に対しクリリンが「超サイヤ人（第1段階）じゃ元気玉はつくれない。邪悪な心では元気玉はつくれないぞ」と発言しており、変身後に崩壊した元気玉を吸収して合体13号に勝利した悟空について、クリリンは「悟空は超サイヤ人（第1段階）に変身したと同時に無意識の内に消えていく元気玉のエネルギーを自分の中に取り込んだんだよ、きっと」と解説していた。プレイディア版サイヤ人絶滅計画ではパワーアップしたハッチヒャックに対して、超サイヤ人（第4段階）の悟空が「今のオラは超サイヤ人の壁を越えた超サイヤ人だ。心までは悪に染まっていないつもりだ」と述べ、この状態のまま元気玉を作り放っている。
アニメオリジナルエピソード「あの世一武道会編」のパイクーハン戦では、超サイヤ人フルパワーに変身した状態で瞬間的に界王拳を発動させている。作中で悟空が「超(スーパー)界王拳」と言って界王拳を発動しており倍率は不明。あの世ですら体への負担が大きいためか、発動後はパイクーハンを殴り飛ばしただけですぐさま解除している。悟空が更なる進化形態である超サイヤ人2に覚醒して以降は、アニメでも超サイヤ人と界王拳の重ね掛けを行うことはなかったが、鳥山明がストーリーを手掛けた『ドラゴンボール超』の「破壊神シャンパ編」にて悟空は、ヒットとの対戦中に、超サイヤ人ブルーの「強さと穏やかな心を併せ持ち気のコントロールを極めた」状態という特性から、これまで封印していた界王拳を発動させて更なる戦闘力の上乗せを実現した。ゲームでは『スーパードラゴンボールヒーローズ』においてベジット：ゼノが同様に超サイヤ人状態で界王拳を使用している。

### 超サイヤ人2
当初は名称はなく、当時の書籍では「超サイヤ人第5段階（最強形態）」とも呼ばれていた。「超サイヤ人2」という呼称自体は悟空が魔人ブウ編にて、後述の超サイヤ人3の説明をするために便宜上のものとして付けた。
容姿は超サイヤ人に比べて、前髪などがさらに逆立ち、全身から溢れる超サイヤ人特有の黄金のオーラに常時稲妻状の火花が散るのが特徴。
超サイヤ人第4段階の良好な身体バランスを保ったまま、全てにおいて超サイヤ人を超越する力を持ち、精神と時の部屋に入る前の悟空とベジータが目標としていた、超サイヤ人を超えるという観念を完成させた形態だが、体への負担も大きくなる。この状態は温厚な悟飯でさえも超サイヤ人第1段階以上に好戦的になるほどだが、これは精神力で抑えることが可能。強さは超サイヤ人の2倍で平常時の100倍となる。
セルゲームにて孫悟飯が超サイヤ人から変身する形で覚醒したのが初登場。登場当初は超サイヤ人を遥かに超えた戦闘力を持つ最強の形態として描かれた。セルゲーム終了後は厳しい修行により、悟空とベジータも魔人ブウ編までに変身を会得した。亜種を除けば、初めて覚醒したのが悟空以外であった唯一の形態。原作にて超サイヤ人2に変身したのは、悟飯、悟空、ベジータの3人。
「魔人ブウ編」において、ベジータはバビディに洗脳された状態でも超サイヤ人2に変身している。ベジータは地球での暮らしに慣れ、ブルマとトランクスという家族を得て徐々に穏やかな気持ちになっていく自分を許せず、生まれついてのサイヤ人としてのプライドを取り戻そうとしていた。更にバビディの宇宙船内での戦いで悟空が自分よりも一歩先に行っている事を確信し、悟空と互角に戦うためにその心を本来敵である「バビディ」に自ら魂を売り渡し魔人化した。しかし、バビディの術に自らかかってなお、彼の誇り高き精神はバビディの支配に決して汚されることはなく、あくまで悟空との決着にこだわっていた。魔人化することで、自身の秘めたるパワーを限界まで引き出すことで、かつて下級戦士とみくびっていた孫悟空（カカロット）の強さに追いついたと思い込んだベジータは、雌雄を決めるがために、悟空との対決で超サイヤ人2になって対決を申し込んだ。作中でこのベジータが魔人化された状態を示す明確な名称の言及がなかったため関連書籍や関連ゲームでは名称が多様化しており、「魔人ベジータ」（Sparking!シリーズ、レイジングブラストシリーズ、ドッカンバトルなど）、「破壊王子ベジータ」（ドラゴンボールヒーローズなど）、「凶戦士ベジータ」などと呼称されている。外見の変化は目の輪郭線が太く黒くなり、目付きが鋭く変化し、額にアルファベットのMに似た形状の紋章が顕現する。悟空と戦っている間に魔人ブウが復活し、責任を感じたベジータは魔人ブウに戦いを挑むもブウには敵わないと感じ、家族や自分以外のものを守るためにブウを巻き込んで最後は自爆する。その後、地獄から復活した際はバビディの術も解除されており、以後この姿になることはなかった。
『超』では未来の青年トランクスも、魔導師バビディ一味との闘いを経て、この形態に変身が可能になっている。漫画版『超』では、その戦闘力は超サイヤ人2のままで、悟空の超サイヤ人3に匹敵するほどの実力があると評価されている。他にも、超サイヤ人に変身したばかりのカリフラが、キャベがケールに殺されそうになった際に変身した他、力の大会では師匠として敬愛するベジータを貶されたキャベも変身している。ゲーム『ドラゴンボールZ ドッカンバトル』では、暴走をコントロールしたケールの変身は超サイヤ人2に分類されている。
『ドラゴンボール レイジングブラスト2』ではプラズマオーラを装着して、疑似的に超サイヤ人2の作成が可能。
連載終了後、鳥山明は超サイヤ人2のことを忘れており、「自分で描いているのに、長髪になっている超サイヤ人3をずっと超サイヤ人2だと思っていた」と語っている。
原作とアニメで変身したキャラクター
- 孫悟飯
- 孫悟空
- ベジータ
- トランクス（未来）[注 61]
- カリフラ
- キャベ
- ケール
- ケフラ
- 孫悟空（ミニ）
- ベジータ（ミニ）

ゲーム作品のみで変身したキャラクター
- 孫悟飯（未来）[注 62]
- ブロリー[注 63][注 64]
- アバター男性サイヤ人、アバター女性サイヤ人「ヒーロータイプ」「エリートタイプ」「バーサーカータイプ」[注 40]
- バーダック[注 40]
- ゴジータ[注 40]
- ベジット[注 40]
- サイヤ人アバター（ドラゴンボール ゼノバース）
- ゴテンクス（青年期）[注 40]
- 孫悟空（GT）（劇中では変身しておらず、オープニングで一瞬のみ）[注 40]
- ベジータ（GT）[注 40]
- バーダック（ゼノ）[注 40]
- アバター（ゲーム『ゼノバース2』）
- シャロット
- 黒衣の未来戦士[注 42]

### 超サイヤ人3
原作、『Z』、『ドラゴンボール改』における超サイヤ人の最強形態。悟空が魔人ブウ（無邪気）との戦いで初披露。悟空いわく、「時間のあるこの世では使うエネルギーが多すぎるため、あの世でしか使ってはいけない技」とのこと。現代の少年トランクスはこの形態を「ウルトラ超サイヤ人」と呼称している。
身体的特徴は従前の超サイヤ人とは異なり、逆立った髪がそのまま腰の辺りまで伸長し、眼窩上隆起の発現に伴い眉毛が縮退する。変身を解除するとこれらの身体的変化は元に戻る。超サイヤ人2同様、常時、体の周りをスパークが飛び交う。個体によっては、前髪が一束、二束に垂れ、瞳に瞳孔が現出することがある。
初めて悟空が披露した時は変身に慣れていなかったため、瞬時に変身を完了できずある程度の時間を要した。変身の際は周囲の建物が破壊されたり、雲の状態が変わるなど、驚異的なエネルギーの増大を示唆する何らかの影響が周囲に現れる。悟空の初変身の時に地球全体が揺れるなど、その凄まじさが強調され、原作の作画では気の発光が強く出る描写としてスクリーントーンも使われた。後の変身では比較的簡易な演出で変身していたが、アニメの変身では画面全体が揺れ動き、雷鳴や地鳴りが起こり、さらに大猿化のカットも入るなど変身描写が強調されている。その強さは超サイヤ人2の4倍、平常時の400倍にまで達する。魔人ブウ（無邪気）と互角の戦いを見せ、その戦闘が悟飯、悟天、トランクスら新世代をさらなるレベルへの修行に鼓舞させることにもなった。ただ、この時の悟空は占いババの力によって一時的に現世へ戻っていた故人である自らの立場を踏まえ、悟飯ら若い世代の力で魔人ブウを倒してほしいと願っていたため、フルパワーで戦っていればブウを倒せていたが、あえてそうしなかったと後に語っている。
それまで最強を誇った超サイヤ人2をさらに超越したパワーを発揮できるものの、エネルギー消費が著しいため生きている状態では短時間しかこの形態を維持できない。上述のように、あの世にいるときの死者の悟空は制限がないが、死者の悟空がこの世に1日だけ帰ってきていた時に、この形態へ変身した際には、その異常な力から現世滞在可能時間が大幅に減った。悟空はあの世での修行で数年かけて会得した変身だが、フュージョンしたゴテンクスは、精神と時の部屋での修行により悟空すら驚く短期間で習得している。変身時はその驚異的な戦闘力で魔人ブウ（悪）を追い詰めたが、膨大なエネルギー消費という欠点ゆえ、変身時間が終了し窮地に陥った。ゴテンクスの方は生身でも変身が解けるのみで気の消耗は激しくない様子だが、超サイヤ人3でいられる時間は5分に限られている。
魔人ブウ（純粋）との最終決戦において、悟空は老界王神の命を譲り受けて現世へと戻った状態で初めて超サイヤ人3のフルパワーを出して戦った。ベジータは超サイヤ人3のフルパワーでの戦闘を見て「魔人ブウ（純粋）と闘えるのはお前だけ」「想像以上の強さ」と発言し、初めて悟空を「お前がナンバー1だ」と素直に認めさせるほどの強さを見せた。その後、戦闘は膠着し悟空は1分間気を溜め続けることに専念できれば、魔人ブウを完全に消し去ることができる域にまで気を高められるはずと推測したが、生きている状態での気の膨大な消費量と、魔人ブウ（純粋）の戦闘力が想像以上でダメージも大きく、1分間以上気を溜め続けるも、実際はそこまで気を高めることができずに逆に気は消耗され続け、遂には超サイヤ人そのものの変身時間も終了した。
魔人ブウ編と原作のエピローグの間を描いた劇場版『神と神』およびアニメ『超』にて、この形態のフルパワーで破壊神ビルスに挑むも、全く歯が立たずビルスの攻撃2発で敗北。
『GT』では、ベジータに憑依したベビーとの初戦で変身するも、身体が小さくなった影響によって、エネルギー消耗と肉体への負担がより倍増するため、変身維持も急激に減少し、わずか数秒で変身時間が解けてしまった。
『DAIMA』では、ベジータも変身可能。魔人ブウとの戦いの後に修行したことで会得した。
タマガミ・ナンバー・ツーとの戦いで変身し、ネバの能力でパワーアップしていたタマガミ・ナンバー・ツーを圧倒する強さを見せている。
一部ゲーム作品のオリジナル要素としてベジータの超サイヤ人3は登場していたが、アニメ作品でベジータが超サイヤ人3になったのはこれが初めてとなる。ゲーム作品の変身では悟空やゴテンクス同様に髪が腰の辺りまで伸長していたが、髪は垂れない程度に伸びるだけであり悟空やゴテンクスとは異なる髪型になっている。大人に戻ってもこの髪型は同様。気の消費量が激しすぎる弱点は悟空同様のようで、サードアイによってほぼ無尽蔵の力を持つゴマー相手では大人に戻る前に受けたダメージの影響もあり、長期戦によって変身が解けている。
原作にて超サイヤ人3に変身したのは、悟空とゴテンクス。
通常はこの形態に変身すると髪が急激に伸長するのが相場だが、ゲーム『スーパードラゴンボールヒーローズ』では髪がないナッパは変身に伴って髪は伸びず、髪の変わりに髭が急激に伸長している。
『スーパードラゴンボールヒーローズ』のゲームオリジナルキャラクター・悪のサイヤ人ことカンバーが着用している服が破けてしまう程の膨張した筋肉と白目を剥いた特徴を持った超サイヤ人3「超サイヤ人3フルパワー」と呼ばれた形態にも変身し、一応超サイヤ人3扱いではあるが、ブロリーの伝説の超サイヤ人版3同様通常の超サイヤ人3とは別種の変身とされている。
原作とアニメで変身したキャラクター
- 孫悟空
- ゴテンクス
- 孫悟空（GT）
- ベジータ（ミニ）
- 孫悟空（ミニ）
- ベジータ（DAIMA）（ミニベジータが大人の姿に戻って変身）

ゲーム作品のみで変身したキャラクター
- ブロリー[注 63][注 65]
- ベジータ[注 65]
- トランクス（未来）[注 40]
- トランクス（GT）[注 40]
- ゴジータ[注 40]
- ベジータ（GT）[注 40]
- 孫悟飯（未来）[注 40]
- ベジータ（魔人）[注 40]
- ブロリー（破壊王）[注 40]
- ベジット[注 40]
- アバター男性サイヤ人、アバター女性サイヤ人「ヒーロータイプ」「エリートタイプ」「バーサーカータイプ」[注 40]
- ゴテンクス（青年期）[注 40]
- バーダック（ゼノ）[注 40]
- トランクス（ゼノ）[注 40]
- 孫悟飯[注 40]
- ゴテンクス（ゼノ）[注 40]
- 主人公と孫悟空がEXフュージョンしたキャラクター[注 41]
- 主人公と孫悟空（GT）がEXフュージョンしたキャラクター[注 41]
- 主人公とベジータがEXフュージョンしたキャラクター[注 41]
- 主人公とブロリーがEXフュージョンしたキャラクター[注 41]
- 勝手にフュージョンしたキャラクター[注 41]
- アバター（ゲーム『ゼノバース2』）
- ラディッツ[注 42]
- 孫悟空（ゼノ）[注 42]
- ベジータ（ゼノ）[注 42]
- ベジータ（初期）[注 42]
- ナッパ[注 42]
- ベジット（ゼノ）[注 42]
- ゴハンクス（ゼノ）[注 42]
- カンバー[注 42]
- 孫悟飯（ゼノ）[注 42]
- シャロット
- 黒衣の戦士[注 42]

### 伝説の超サイヤ人
劇場版『燃えつきろ!!熱戦・烈戦・超激戦』他劇場版2作品において登場した劇場版オリジナルキャラクターであるブロリーが変身する形態。千年に一人あらわれるというサイヤ人の伝説にあるように、破壊と殺戮を好むことから「伝説の超サイヤ人」と呼ばれている。
変身するとその姿は、通常の超サイヤ人からさらに髪は逆立ち、身体は超サイヤ人第3段階のように筋肉が膨れあがる。超サイヤ人第3段階と外観で異なる点は、筋肉だけが肥大化するだけでなく、骨格ごと全身が大型化し身長は頭一つ分以上に伸び、目は常に白目となる。超サイヤ人第3段階のように筋肉が肥大化するものの、関連書籍によると「スピードは超一流」であるとされ、悟空たちが変身する超サイヤ人とは異なる進化を遂げた存在であると紹介されている。

劇場版『ドラゴンボール超 ブロリー』のブロリーも同様の変身を遂げるが、その形態はパンフレット等の関連書籍や関連商品で「超サイヤ人フルパワー」と呼称されている。悟空らが変身する「超サイヤ人フルパワー」とは超サイヤ人の力を余すことなく発揮することこそ同じだが、ブロリーの潜在能力の過多からその強さは全く異なる。漫画版『ドラゴンボール超』では、ブロリーは悟空らと共に修業して力のコントロールを学び、この形態の姿のまま白目をむかずに自我を保てるように進化した。
アニメで変身したキャラクター
- ブロリー

ゲーム作品のみで変身したキャラクター
- ブロリー（未来）[注 67]

### 超サイヤ人4
アニメ『GT』に登場する形態で、同作での超サイヤ人の最終形態。大猿に変身しても理性を保った超サイヤ人である悟空とベジータだけが変身できた、大猿の力がベースの最強の戦士。黄金の大猿の強大なパワーと、大猿にはない超スピードを併せ持つ。これまでの超サイヤ人とは違い髪色は純粋なサイヤ人特有の黒で、襟足が背中あたりまで伸び、両首筋から胸にかけて2束の伸びた頭髪が垂れる。その他の特徴としては、赤い体毛に覆われている全身、大猿の面影を残した容貌、赤く縁取られた眼が挙げられる。服装は変身前のものから上半身を脱いだものとなるが、変身を解くと服装も元に戻る。性格は冷静かつ好戦的になり、悟空の一人称は「オラ」より「オレ」が多い。従来の超サイヤ人、特に超サイヤ人3の欠点であった激しいエネルギー消耗による体への負担と変身が維持できる時間の短さは、超サイヤ人4への覚醒によって解消された。
関連書籍では、「最強を超えた存在」「究極の戦闘フォーム」「超サイヤ人の究極形態」「完全最強モード」「悟空とベジータだけが到達できた最強モード」「サイヤ人のパワーを極限まで引き出した姿」「サイヤ人の持っている戦闘力を極限まで引き出した姿」「最強の戦士」などと評されている。
回復の有効性については限定的である。『GT』オリジナルの設定として、サイヤ人の気は「サイヤパワー」と呼称される独特の性質を持ち、悟空を急速回復させる際は、悟飯や仲間たちから「サイヤパワー」を譲渡してもらう手段だけが行われた。キビト界王神に老界王神が「お前の力では超サイヤ人4の悟空を復活させられない」と発言している。仙豆やデンデの回復は作中で触れられていない。
悟空は一星龍との戦いで、前述のサイヤパワーの譲渡でフルパワーに回復し、その後も悟飯ら仲間たちからから危険ながら限界以上のサイヤパワーを譲渡してもらうことで、限界以上“超サイヤ人4の限界を超える”ことに成功。その際には「超（ちょう）フルパワーサイヤ人4」と名乗り、一時的に戦闘力を大幅に向上させた。外見には大きな変化はないが、通常の超サイヤ人4ではまったく歯が立たなかった一星龍を圧倒する。
ゲーム『スーパードラゴンボールヒーローズ』では、同じく“超サイヤ人4の限界を超える”ゲームオリジナル形態「超（スーパー / ちょう）フルパワーサイヤ人4・限界突破」が登場。その形態は紅き焔をまとったかのような外観で、髪の毛も赤色に変化する。
ゲーム『ドラゴンボールフュージョンズ』にて、悟空が「最大界王拳」と称し、超サイヤ人4に変身したまま界王拳を発動。また、ゲーム『スーパードラゴンボールヒーローズ』では、超サイヤ人4に変身したゴジータ：ゼノが界王拳を発動させた。（ともに倍率は不明、使用による体の負担も不明。）
究極ドラゴンボールによって子供の姿になった悟空は、超サイヤ人4に変身している間だけ大人の姿に戻る。本来は尻尾が生えている状態で月を見るか、ブルーツ波を浴びないと変身できないが、悟空は自由に超サイヤ人4に変身できる特異体質で、2回目以降の変身は、意識の中で大猿化する過程をイメージすることで変身が可能。尻尾がないベジータが変身するには、ブルマが開発した超ブルーツ波発生装置により、満月状態のブルーツ波を千倍にして一点に集めて照射されるブルーツ波を浴びる必要がある。
『GT』中盤のストーリーを練っているうちに出てきた流れから、「サイヤとツフルのパワーが融合した敵であるベビーとの決戦には超サイヤ人3を凌ぐ戦士が必要という考え」「敵の邪悪龍を通じてドラゴンボールの存在意義を考えるというテーマ」となり、「物語の根幹であるドラゴンボールが敵なら悟空も究極の形になるべき」と、潜在能力をさらに開放させる変身として考案され、「超サイヤ人4こそが1000年に一度現れる伝説の超サイヤ人ではないか」というコンセプトでアニメーターの中鶴勝祥がデザインした。上半身が上着を着ていないのも、悟空が『GT』で大猿になるという話を聞いた中鶴により、赤い体毛を目立たせることで野生を強調するコンセプトによるもの。中鶴が超サイヤ人4のラフを描き鳥山がチェックしたが、多少の修正が入っただけでアイデア自体の変更はなかった。
悟空が大人の姿になるのは、これまでのシリーズを通して最強の形態にあたるため、子供の姿のままでは説得力に欠けることから、強さを強調させるためビジュアル的なインパクトで勝負すべきという判断による。
後に『ドラゴンボールGT DVD-BOX』のブックレットには、中鶴勝祥のデザイン画を見て鳥山明が描き下ろした超サイヤ人4孫悟空の似顔絵が掲載された。
『DAIMA』では、魔のサードアイを得て超サイヤ人3をも凌ぐ力を得たキング・ゴマーに苦戦する悟空を、ネバが超能力で手を貸し超サイヤ人4へと変身している。発する気をピッコロが「凄い気だ」と称賛している。その際は黄金の大猿を経由せずに変身した上に『GT』とは異なり尻尾がない状態から変身しており、変身後の姿は尻尾が生えるがベジータの時の様に変身が解けると尻尾は無くなる。外見は子供のままで細部が異なり、手首付近には毛が生えておらず髪と眉、瞳はゴジータや超サイヤ人ゴッドのように赤く変化している。魔界のドラゴンボールで大人に戻った後は、ネバの超能力の手助けを借りず自力で変身している。超サイヤ人4への変身のことを黙っていたなとベジータから問われた際「ブウとの戦いの後で特訓したんだ。上手くいくか自信は無かったけどな」と悟空は返答している。また、これが超サイヤ人4であるとは変身時には言及がなかったが、この時正式に超サイヤ人4の呼称が出た。特徴は身体が大人になった以外は子供の時と同様。
アニメで変身したキャラクター
- 孫悟空
- ベジータ
- ゴジータ
- 孫悟空（ミニ）
- 孫悟空（DAIMA）（ミニ悟空が大人の姿に戻って変身）

ゲーム作品のみで変身したキャラクター
- ブロリー[注 63][注 40]
- 孫悟飯（GT）（瞳の色：黄色）[注 40]
- 主人公と孫悟空がEXフュージョンしたキャラクター[注 41]
- 主人公とベジータがEXフュージョンしたキャラクター[注 41]
- 勝手にフュージョンしたキャラクター[注 41]
- バーダック[注 42]
- 孫悟空（ゼノ）[注 42]
- ブロリーダーク[注 42]
- ベジータ（ゼノ）[注 42]
- ゴジータ（ゼノ）[注 42]
- ベジット（ゼノ）[注 42]
- 孫悟飯（ゼノ）[注 42]
- 黒衣の戦士[注 42]
- アバター男性サイヤ人、アバター女性サイヤ人「ヒーロータイプ」[注 40]

超フルパワーサイヤ人4・限界突破に変身したキャラクター
- 孫悟空（ゼノ）[注 40]
- ベジータ（ゼノ）[注 40]
- ベジット（ゼノ）[注 40]
- ブロリー[注 40]
- ゴジータ（ゼノ）[注 40]
- アバター男性サイヤ人、アバター女性サイヤ人「ヒーロータイプ」[注 40]

### 超サイヤ人ゴッド
劇場版『神と神』およびテレビシリーズ『超』において悟空が変身した「伝説の救世主」と言われる最強のサイヤ人。本作の前日談である『銀河パトロール ジャコ』のおまけストーリー『DRAGON BALL－ 放たれた運命の子供』においてフリーザがその存在を語った際には、「超サイヤ人神（ゴッド）」と表記されていた。劇場版『超 ブロリー』においては、過去にもフリーザは超サイヤ人と別にゴッドの存在を調べされていた場面が登場している。神のような質の高いクリアな気 を持っており、その力は神の域に達していない者には感じ取ることすらできず、破壊神ビルスと渡り合えるほどの戦闘力を誇る。
正しい心を持った5人のサイヤ人が手を携え、その正しい心の光をもう1人に注ぎ込む、という超サイヤ人ゴッドへの変身条件を聞いた悟空は、孫悟飯、孫悟天、ベジータ、トランクス、そしてビーデルが身ごもっていた悟飯の子（のちのパン）ら5人の光をその身に受け、超サイヤ人ゴッドに覚醒する。これ以外の単純なエネルギー（気）の譲渡については、単なるパワーアップでしかなく、神の域の力に達することはできないと、作中ピッコロやビルス が指摘している。
その容姿は、全身を炎のようなオーラが包み、頭髪も炎のように赤色に変化。目は輪郭線があるものに変わり、瞳孔は黒・虹彩は赤の二色の瞳となる。体格は通常時より若干スリムになった。漫画版では従来の変身で発生したスパークに変わり、光の煌きに包まれる。
悟空は変身後、初めて体感するその驚異的な力に「こんな世界があったなんてよ」と感動するも、自分自身の力でその域に辿り着けたわけではないことに不満を見せる。基本的に闘いを試合としてしか考えていないので、5人の力を借りるというのはフェアではなく抵抗があったが、さらに先の世界への好奇心が勝っていた。その力をもってしてもビルスを倒すには至らない上に効果時間が切れてしまうが、悟空は気付くことなく闘い続け、通常の超サイヤ人状態でもゴッドの状態から戦闘力が大幅に下がることはなかった。
その後、悟空は追い詰められながらも、気まぐれに破壊を行おうとするビルスに激怒し、仲間たちの声援を受け無意識に一瞬だけ再度変身。ビルスが放った巨大な光球を相殺して地球と仲間たちを守り、彼を驚愕させた。再度変身したことについてビルスから一体何が起こったのかを尋ねられたが、無我夢中だった悟空は「知らねえよ」と答えている。また、ビルスと比較しての強さについて鳥山明は「ビルスの強さが“10”だとしたら、超サイヤ人ゴッドの悟空の強さは“6”といったところでしょうか。ただ、サイヤ人は強い相手との闘いで強さをドンドン増しますので、長く戦うほどその差は縮まり、やがて逆転することも可能かもしれません」と述べている。条件を満たしているならば他のサイヤ人も超サイヤ人ゴッドへ変身可能だが、変身するサイヤ人自身の戦闘力によって強さは変わってくる。
伝説の中の伝説の存在と言われており、神龍のみがその詳細を知っていた。先述したように過去にも一度だけ、悪しきサイヤ人を倒すため正しい心を持つ少数のサイヤ人の中から現れたが、反乱途中で変身が解け、力尽きたという。原作でも語られているフリーザが恐れていた「伝説の超サイヤ人」そのものを指す存在で、鳥山明は2017年のインタビューで、「超サイヤ人ゴッドとは、ある意味、同一人物。かなり昔、正しい心を持ち仲間5人と反旗をひるがえしたヤモシという男が、はじめて超サイヤ人になったが力尽きて倒されてしまう。以後、ヤモシの魂はさまよい、更なる救世主である超サイヤ人ゴッドを求めて、正しい心を持つサイヤ人6人を探し続けている」「それでゴッドになるには、あの儀式がいる」と答えている。
超サイヤ人ゴッドの変身が解けて通常の超サイヤ人に戻っても、大幅には戦闘力が下がることがなかったが、これについてビルスは、天才的な格闘センスを持つ悟空が超サイヤ人ゴッドの世界を体験したことで、それを身体が吸収してしまったと考えており、鳥山もこの点に関して同様の回答をしている。鳥山明は「超サイヤ人2、3は超サイヤ人のパワーアップしたバリエーションに過ぎず、ビルスとの闘いの後、平常時と超サイヤ人(1)を極めたほうがレベルを上げられて体力の消耗も少ないと悟った悟空は、おそらくもう2や3に変身することはない」と語っている。超サイヤ人ゴッドの力を手に入れた悟空とベジータは、劇場版『復活のF』では通常状態のままか、後々に変身可能となった超サイヤ人ゴッドSS（ブルー）の状態で戦っていたが、『超』では、本形態へ覚醒して以降も、超サイヤ人1〜3いずれにも変身している。しかし、いずれの場合も全力で闘う場面ではなく、体力の温存や、敵の実力を探る時や、修行中の変身である。劇場版『神と神』での破壊神ビルスとの闘い終盤の、外観は超サイヤ人1でも神の域に近しい戦闘力を保っていた時のように、神の域の力を手に入れた後に変身する超サイヤ人1〜3が、神の次元に近い戦闘力を持っているのか、それともそれ以前と同じ戦闘力のままなのかは作中では言及されていない。ただ、未来トランクスは過去に来てすぐの神の気を感じ取ることができなかった頃でも超サイヤ人3になった悟空の気を感じ取ることはできており、超サイヤ人2同士なら大体互角の戦いはできていた。
根本的に超サイヤ人（2と3を含む）とは完全に別の形態として確立しており、鳥山明は「超サイヤ人、2、3は超サイヤ人のパワーアップしたバリエーションに過ぎず、ビルスとの闘いの後、平常時と超サイヤ人(1)を極めたほうがレベルを上げられて体力の消耗も少ないと悟った悟空は、おそらくもう2や3に変身することはない」と説明していたが、アニメ『超』においては、2への変身のみ稀に行っていた。鳥山明は「悟空はもうゴッドの力を吸収して自分のものにしたので、ゴッドに変身する必要はない」と語っているが、漫画版『超』にて悟空は、第6・第7宇宙破壊神選抜格闘試合でのヒットとの対戦で、5人の協力を必要とする手順を踏まずに独力でこの形態に変身しており、これ以降に何度も変身している。またベジータも漫画版ではゴクウブラック戦でこの形態に変身しており、ブルーと比べて消耗が少ないというメリットを利用して一瞬だけブルーに変身するという戦術で戦いを優位に進めた。アニメ『超』では宇宙サバイバル編のディスポ戦で悟空がこれと同じ戦い方をしている。ベジータはアニメ『超』ではこの形態に変身しなかったが、劇場版『ブロリー』で変身。『ブロリー』では悟空とベジータの超サイヤ人とブルーの間の変身形態として描かれた。
企画当初、山室直儀の案ではマントを付けているゴツいデザインだったが、鳥山明によってデザインし直された。そのデザインについて鳥山明は「超サイヤ人が（進化するにつれ）どんどん派手になっていき、超サイヤ人3では髪も伸びていた。なのでできるだけ削ぎ落とし、サイヤ人の神様ということで、逆に限界までシンプルにした」「どんどんマッチョになりはじめた悟空、ハデに変身する悟空に抵抗があったので、軌道修正をしたかった」「キャラクターが変身を重ねるごとにマッチョになっていったので、今回の変身はスリムにしたいという思いがあった」と語っている。髪色が赤いのは、鳥山によると「単に強そうだから。金色は使ったし、青だとあまり強そうではないし、ビジュアル的に赤がわかりやすい」という理由から。
アニメで変身したキャラクター
- 孫悟空
- ベジータ

ゲーム作品のみで変身したキャラクター
- アバター男性サイヤ人、アバター女性サイヤ人「ヒーロータイプ」「エリートタイプ」「バーサーカータイプ」[注 40]
- 主人公と孫悟空がEXフュージョンしたキャラクター[注 41]
- 勝手にフュージョンしたキャラクター[注 41]
- トランクス（ゼノ）[注 42]
- シャロット
- ジブレット
- アバター（ゲーム『ゼノバース2』）
- シャレット

### 超サイヤ人ゴッド超サイヤ人（超サイヤ人ブルー）
劇場版『ドラゴンボールZ 復活の「F」』およびアニメ『超』に登場する超サイヤ人ゴッドのパワーを持ったサイヤ人の超サイヤ人。どういった形態なのかは前述のように悟空が劇中で説明していたが、初登場時に作中では正式な名称についての言及は無く、鳥山明による設定画 や関連書籍や各種ゲームなどでは「超サイヤ人ゴッド超サイヤ人（スーパーサイヤじんゴッドスーパーサイヤじん）」と呼称されている。ゲームやフィギュアなどの関連商品では「超サイヤ人ゴッドSS」、「SSGSS」と省略表記が用いられることもある。ゴールデンフリーザ戦後に当たる漫画版『超』第5話では、悟空とベジータが修行中に「超サイヤ人ゴッド超サイヤ人」の呼称を用いていたが、名称が長くて言い辛く舌を噛んでしまったため、それを見ていたウイスが「超サイヤ人ブルー」という略称を提案していた。この会話はアニメ版『超』では存在しないが、アニメ版でもその後の破壊神選抜格闘試合以降、悟空らがこの略称を使用するようになっている。この略称の登場後も、関連商品やゲーム中での形態名の表記は「超サイヤ人ゴッド超サイヤ人」が多く使用されている。ベジータはこの形態にゴールデンフリーザ戦で変身した際、劇場版『復活の「F」』では「伝説の超サイヤ人」、『超』第27話では「伝説の超サイヤ人を超える存在」と発言していた。
超サイヤ人ゴッドのパワーをその身に取り込んだ状態のサイヤ人が、さらに超サイヤ人に変身した姿。超サイヤ人ゴッドと同じく、炎のようなオーラで全身を包むが、そのオーラの色は赤色から水色に変化している。頭髪や目つきは超サイヤ人ゴッドと異なり、超サイヤ人（第1段階）のような逆立った頭髪と鋭い目つきとなり、色もオーラと同じく水色となる。また『超』において、神の域の力を持たない者には、超サイヤ人ゴッド同様その気を感知できない。漫画版では不定形の気泡のようなオーラが混じる。
悟空は劇場版『神と神』での破壊神ビルスとの闘いの中、神の域の力を無意識にその身に取り込み、超サイヤ人ゴッドの変身が解けて通常の超サイヤ人に戻っても大幅にパワーダウンすることはなかったが、この形態は他のサイヤ人の協力なしで神の次元の力を引き出せる上、超サイヤ人ゴッドを超える戦闘能力を持つ。依然として破壊神ビルスには敵わないものの、この姿に変身した悟空とベジータが2人で協力すれば、ウイスによると「なんとか互角に闘えそうな域」に達している。
悟空と共にウイスの下で修行したベジータも、この形態に変身が可能。ウイスには修行の際、悟空に遅れを取っているという発言をされているが、戦闘力の話なのかこの形態になった順番かは不明。映画、テレビ、漫画ともに、基本的にこの形態では悟空と同格の実力を持つ。ベジータが神の域の力をその身に取り込んだ経緯は描かれていないが、劇場版『神と神』の最後に、後で超サイヤ人ゴッドへの変身を協力するよう悟空に確約させていた。しかし『超』では悟空から協力を提案されるも、ベジータは「自分の力だけで強くなり、破壊神も超サイヤ人ゴッドも悟空も倒す」という意の発言をし、その提案を断った。また、ベジータは他のサイヤ人の力を借りずに自分1人の力で神の力を得たと、『超』第27話で悟空が発言している。
鳥山明は、頭髪やオーラを水色に変化させたことで「ある限界を超え、強く、そして穏やかになり、冷静に闘えるようになった」ことを表現した、と語っている。作中でも、悟空はゴールデンフリーザ相手に劣勢にありながら、体力の消耗が激しいというフリーザ自身も気付いていなかった弱点を見抜き、それまで闘いをほぼ見ているだけだったベジータもその弱点に気付いている。原作では新たな力を得ると自惚れがちだったベジータも、冷静かつ確実にフリーザを倒そうとするなど、落ち着いた精神状態が特徴。
また悟空は、第6・第7宇宙破壊神選抜格闘試合でのヒットとの対戦中に、超サイヤ人ブルーの「強さと穏やかな心を併せ持ち、気のコントロールを極めた」状態という特性から、これまで封印していた界王拳を発動させて更なる戦闘力の上乗せを実現した。しかし、発動に失敗すると死ぬ危険もあり、ただでさえ体への負担が激しい超サイヤ人ブルーに界王拳を重ねがけしているため、その負担は尋常ではなく、長時間の発動は不可能。この無理の影響で試合の後日、気を上手くコントロールできなくなる「遅発性乱気症」をしばらくの間、発症しており、北の界王からは二度と戦えなくなる危険性を指摘されている。
ゲーム『スーパードラゴンボールヒーローズ ユニバースミッション』に出てくるベジットも超サイヤ人ブルーの状態で界王拳を使用している。この状態での負担やポタラによる合体への影響については不明。
漫画版『超』では界王拳を使用するシーンは無く、体力の消耗が激しいため短時間での2回目の変身は約10分の1以下ほどに力が落ちるといったデメリットが語られており、キャベ戦で一度変身したベジータが次の試合でヒットに負ける原因となった。後に、精神と時の部屋で修行を重ねたことでベジータはこの弱点を克服しており、ゴクウブラックとの再戦時は、バランスがよく消耗が少ない超サイヤ人ゴッドをベースにして闘い、攻撃の瞬間だけ超サイヤ人ブルーになるという戦術を用いて体力の消耗を軽減させた。また、悟空は別アプローチとして溢れ出すブルーのオーラを体内に封じることで正面から弱点を克服し、常にブルーのパワーを100％発揮できる超サイヤ人ブルーの完成に到達した。しかし莫大なパワーを体内に納める行為は常に自滅してしまうリスクを背負うことを意味し、悟空自身まだ習熟していないこともあって体への負担は大きく、限界が近づくとオーラが放出されてしまう。悟空は敢えて右腕のみブルーのパワーを解放させ、破壊神共通の技である「破壊」を使用している。宇宙サバイバル編ではベジータも遅れてこの領域に達したが、通常のブルーでは歯が立たないビルスに善戦こそできたものの、本気を見せたビルスにあっさりと敗れている。
漫画とアニメで変身したキャラクター
- 孫悟空
- ベジータ
- 複製ベジータ
- ベジット
- ゴジータ

ゲーム作品のみで変身したキャラクター
- 主人公と孫悟空がEXフュージョンしたキャラクター[注 41]
- 主人公とベジータがEXフュージョンしたキャラクター[注 41]
- マキシフュージョンしたキャラクター[注 41]
- 勝手にフュージョンしたキャラクター[注 41]
- アバター男性サイヤ人、アバター女性サイヤ人[注 42]
- アバター（ゲーム『ゼノバース2』）
- シャロット

### 超サイヤ人ゴッド超サイヤ人・進化
力の大会でのジレン戦にて、悟空の身勝手の極意とは異なるパワーアップを目指したベジータが、自身の大切なもの全てを捨てないままキャベとの約束を果たそうと誇り高く戦う覚悟によって、超サイヤ人ブルーを独自の方法でより進化させた姿。
劇中では、この進化形態の明確な名称は言及されておらず、関連商品や関連書籍などでは「超サイヤ人ゴッド超サイヤ人・進化」と呼称されている。他にも「超サイヤ人ブルー 進化」や「超サイヤ人ブルー強化」とも呼ばれる。
その姿は超サイヤ人ブルーとほぼ同様だが、眼の瞳孔は黒色で虹彩は青色に変わり、発するオーラと髪の青色がより濃くなり、光の粒子を伴って発するオーラで身を包む。この状態のベジータは界王拳を使用した超サイヤ人ブルー悟空にも匹敵、あるいは上回るパワーとスピードを発揮し、超サイヤ人2の時は命を落とした自爆技にも耐えるほどの耐久力を誇る。漫画版『ドラゴンボール超』でも同様に、ベジータが超サイヤ人ブルーを独自の方法で進化させるが、外見自体には変化はなく、全身から発するオーラが洗練された穏やかな形状に変化した。
アニメで変身したキャラクター
- ベジータ

ゲーム作品のみで変身したキャラクター
- アバター（ゲーム『ゼノバース2』）
- ゴジータ

### 超サイヤ人ロゼ
アニメ『超』においてゴクウブラックが変身した形態。名称の「ロゼ」はフランス語で「バラ色」の意味。その名が示す通り、毛髪は淡いピンク色に変化し、全身からは紫がかった赤紫色のオーラを発する。瞳の色は薄灰色に変化し、気を解放し高めると、瞳は薄灰色からピンク色へと更なる変化を示す。
アニメ版では、この形態の詳細は明かされなかったが、「超サイヤ人ゴッド超サイヤ人と同等」という解説がある。また、漫画版でも変身の際に悟空でいう所の「超サイヤ人ブルーに相当する変身」であることが明かされた。サイヤ人が超サイヤ人ゴッドを超えた場合は青、神が超サイヤ人ゴッドを超えた場合は薄紅色になるとされる。漫画版では概ねブルーと同じデザインだが、オーラから出る気泡の形が棘々しいものになる。
超サイヤ人ブルーになった悟空やベジータを圧倒する強さを見せ、最終決戦では精神と時の部屋で修行し実力を上げたベジータの猛攻の前に一時劣勢となるが、自身も怒りを糧に戦闘力を向上させ、新能力にも覚醒した。
超サイヤ人ロゼのゴクウブラックと、未来世界のザマスが、界王神に伝わる神具「ポタラ」の力で合体すると、髪の色が白色の超サイヤ人のような姿の「合体ザマス」へとパワーアップした。この白髪の形態が、厳密に超サイヤ人に該当するのかは不明。この姿になって以降も、全身からは超サイヤ人ロゼと同じく赤紫色のオーラを発する。
アーケードカードゲーム『スーパードラゴンボールヒーローズ』ではゴクウブラックこと紅き仮面のサイヤ人も超サイヤ人ロゼへと変身し、BM9弾では「超サイヤ人ロゼ2」更には「超サイヤ人ロゼ3」へと進化する。外見変化の特徴は通常の超サイヤ人2、超サイヤ人3と同様。更に超サイヤ人ロゼの限界を超えた「超サイヤ人ロゼフルパワー」へと進化。見た目は超サイヤ人4や通常のサイヤ人のように尻尾が生えており、更に超サイヤ人ロゼ3とは異なり眉毛が存在する。また、変身時には朱色の炎のエフェクトが出る。プロモーションアニメにはない、ゲーム媒体のみの特徴では超サイヤ人4の目回りの隈取に似た模様が描かれている。
漫画とアニメで変身したキャラクター
- ゴクウブラック

ゲーム作品のみで変身したキャラクター
- カロリーブラック[注 41]
- 主人公とゴクウブラックがEXフュージョンしたキャラクター[注 41]
- ギニュー（ゲーム『ゼノバース2』）
- アムズ
- 紅き仮面のサイヤ人

### その他
- 悟飯が老界王神によって潜在能力を限界以上に引き出された姿（「アルティメット」「究極」等の名称がある）は、超サイヤ人とは完全に別種系統の変身形態として確立している。こちらは容姿にほぼ変化はなく、目の輪郭のみ超サイヤ人と同じとなるが、気の質が変化している点と「甘さが消える」などの性格の変化が起こる点などは、超サイヤ人の初変身と若干の類似点も見られる。老界王神曰く超サイヤ人は「邪道」「身体にムリが多い」「寿命が縮む」と説明されているが、こちらは変身を維持するエネルギー消費が無い上に、戦闘力の上昇率も悟空の見立てで超サイヤ人3（400倍）の伸び率を大きく上回る。ブウとの戦いの後は一線を退いていた悟飯だが、『超』の宇宙サバイバル編において修行を行い、再びこの変身を成功させた際には超サイヤ人ブルーの悟空にも匹敵する戦闘力を示した。更に後、悟飯は劇場版第21作目『ドラゴンボール超 スーパーヒーロー』において、アルティメットの状態で超サイヤ人への変身と同様の怒りによる覚醒で「"究極"を超えた姿」として「孫悟飯ビースト」へと変身した。こちらは変身経緯や、容姿は「逆立って伸びた髪型」など超サイヤ人との共通点は多いが、漫画版『超』においてビルスとウィスによって「超サイヤ人とはちょっと違う」「神の技（身勝手の極意など）とも別」と分析されており、ウィスはこれを「悟飯個人の特別な才能」と評価している。こちらも超サイヤ人および超サイヤ人ゴッドとは別系統の変身形態と進化に分類されている。

- 劇場版『神と神』およびアニメ『超』では、ブルマがビルスのビンタにより倒れた際に激怒したベジータが一時的に変身した超サイヤ人は、見た目は超サイヤ人（第1段階）とほぼ変わらないが、超サイヤ人3の孫悟空や潜在能力を解放した孫悟飯ですら、まともに攻撃を加えることすらできなかった破壊神ビルスに、ダメージこそなかったものの攻撃を加えることには成功した。これを見ていた亀仙人は、この時のベジータは悟空を超えていたのではと推察した。アニメでは、この時に放つ気の色は赤みがかった金色で、放つ気功波の色は紫色で彩色されている。また『超』では、超サイヤ人2のように全身に稲妻状の放電も散っていて、この戦闘力の飛躍を後に悟空は劇場版『神と神』では「すげぇ超サイヤ人」、アニメ『超』では「すんげぇ超サイヤ人」と表現していた。[注 73]

- 『超』の「“未来”トランクス編」にて、未来のトランクスがゴクウブラックへの激しい怒りで超サイヤ人へと変身した際には、全身の筋肉が隆起するような描写の後、その全身を青色の光が包み、さらにその外側に金色のオーラを発するという、特異な姿の超サイヤ人へと変身した。毛髪の色は変身直後、一瞬だけ青く光るも金色に戻った。変身直後の瞳は白目で無意識のような状態で戦っていたが、戦闘中に意識を取り戻すと通常の超サイヤ人と同じ緑色の瞳に戻った。超サイヤ人ロゼのゴクウブラックにまでは及ばないものの、圧倒されないだけの高い戦闘力をみせた。初変身中に意識を取り戻して以降、トランクスはこの力を自身のものとした様子で、超サイヤ人への再変身の際には、意識を保ったまま任意でこの姿に変身できるようになっている。超サイヤ人ブルーのベジットの気の高まりを察知できるなど、神の次元の気を認識できるようにもなった。漫画版『超』では登場していない。ゲーム『スーパードラゴンボールヒーローズ』では白目の状態で登場し、「超サイヤ人怒り」として通常の超サイヤ人と区別されている。

- 『超』の「宇宙サバイバル編」において第6宇宙のケールが、姉貴分のカリフラを奪ったキャベや悟空に対する怒りで超サイヤ人に覚醒した際は、前述の伝説の超サイヤ人に似た、白目に黄緑の髪で身長が伸び筋肉も膨れ上がった形態に変身した。このケールを見たベジータは「もしかしたらあれは本来のサイヤ人そのものかもしれんのだぞ」と悟空に警告した。ゲーム『ドッカンバトル』や『スーパードラゴンボールヒーローズ』では「暴走」と表記されている。その後、カリフラの助けになれない自分への怒りで、伝説の超サイヤ人に似た暴走状態と通常の超サイヤ人の中間のような、やや背が伸びやや筋肉質な体型で黄緑がかった金髪が特徴の形態に変身。悟空との戦いでは、もっと強くなりたいという思いから再び暴走状態の超サイヤ人に変身するもカリフラの言葉に触発され、伝説の超サイヤ人に似た暴走状態と通常の超サイヤ人の中間のような形態のまま、暴走状態のときの力を発揮できるようになり、その力も完全にコントロールできるようになった。関連性は不明だが、第114話の予告では「“伝説の超サイヤ人”となったケール」とナレーションしている[116]。漫画版でも、前述の“伝説の超サイヤ人”に似た変身を遂げ、多くの出場者を脱落させるが、莫大な力に飲み込まれ理性を失い暴走し仲間まで脱落させる。力任せの攻撃なため、第11宇宙の歴戦の戦士であるプライド・トルーパーズの面々には観察され動きを見切られ攻撃が当たらず、時間経過と共に次第にパワーも落ちてきたため、パワーだけに偏った変身の究極系で結果的には弱点だらけの変身とベジータからは評された。キャベやカリフラはこの変身を、「千年に一度現れる悪魔のサイヤ人」と伝えられる、覚醒したが最後、増幅する自らの力に飲み込まれ自滅するまで暴れ続けるという“伝説のサイヤ人”かもと語った。

- 2017年度のユニバーサル・スタジオ・ジャパン内のアトラクションで公開された『ドラゴンボールZ・ザ・リアル4-D at超天下一武道会』では、ブロリーの新たな形態である「ブロリーゴッド」が登場。外見は髪のボリュームが全体的に増して超サイヤ人3並みの長さとなるも眉毛は消失しない。そのパワーは超サイヤ人ブルーの悟空とベジータを寄せ付けない。悟空に対する異常なまでの執念が極限に達して変異し、ドラゴンボールによる復活を行わずに自力で死を覆して現世に蘇った常識外れな存在として描かれた。

- 劇場版『ドラゴンボール超 ブロリー』のブロリーが怒りによってパワーアップした姿は各種ゲームなどでは「ブロリー(怒り)」と呼称されている。大猿化を防ぐためパラガスに尻尾を処理されたことで、その大猿変身時のパワーが人間の姿のまま発揮されるようになった。全身を包む緑色のオーラ、隆起した筋肉、逆立った黒髪、金色の瞳が特徴。作中では超サイヤ人ゴッドのベジータとの戦いの最中にこの状態に変化。この時点ではまだ超サイヤ人に覚醒していないにもかかわらず、ブロリー自身の戦いの中で成長するという特性もあって、最終的にこの姿のままで超サイヤ人ブルーとほぼ互角に至る戦いぶりを見せている。その一方で、一度この状態になってしまうと理性を失い、誰にもその暴走を抑える事ができない狂戦士と化してしまう。

- ゲームおよびアニメ『スーパードラゴンボールヒーローズ』の「ユニバースミッション：監獄惑星編」で超サイヤ人2に変身した悟空が監獄惑星にいる悪のサイヤ人なる存在の邪悪過ぎる強大な気を近くで受け「超サイヤ人・暴走」と呼ばれる暴走形態へと変身した。姿は超サイヤ人2基準だが、伝説の超サイヤ人のように白目になっている他、放つスパークが黒色に変化。口調も「俺」になるだけでなく、言動でも物騒な事を話し出して理性がないような状態となる。現にこの形態に変身した直後はベジータの呼びかけにも応じずに喋り続けているという状況だった。なお、変身解除された後の悟空の話によると、この形態に変身している間の記憶は覚えていないらしい。さらに『スーパードラゴンボールヒーローズ』の『ビッグバンミッション』では、フューが「実験」と称して、カンバーから抽出した悪の気を超サイヤ人ブルーの悟空とベジータに纏わせ「超サイヤ人ゴッド超サイヤ人・暴走」と呼ばれる暴走形態へと変身させられた。「超サイヤ人・暴走」と同様に白目になりドス黒い気を放っているが、体表にはブルーの青い気が揺らめいており、ブルー界王拳のようなオーラになっている。全身からは黒いスパークも発生。一見理性がなさそうな本形態であるが、暴走させられた悟空とベジータはフュー1人を的確に狙っており「暴走サイヤ人同士では同士討ちしない」という性質が明らかになった。

- 『スーパードラゴンボールヒーローズ』に登場するターレスが、心を邪悪に染める神精樹の実を食べ続けることで悪の気が増大し「悪のサイヤ人」と呼ばれる形態へと覚醒。外見は黒髪黒目のままで、額中央の前髪が一束垂れ超サイヤ人3のような長髪姿へと変化（眉毛は消失せずそのまま）。全身からは黒がかった赤色のオーラを発す。戦闘力は超サイヤ人ブルーの状態の悟空やベジータでさえ全く歯が立たなかった超サイヤ人3のカンバーをあっさりとぶっ飛ばせるほどに飛躍した。戦闘でボロボロになったベジータを見て、「無様だお前もサイヤ人なら悪の気を思い出せ」とターレスは自身の悪の気をベジータに与えるも、ベジータは悪の気を完全に制御し、理性を保ち「超サイヤ人ゴッド超サイヤ人・暴走制御」と呼ばれる『スーパードラゴンボールヒーローズ』に登場するオリジナル形態に覚醒した。外見は目の輪郭が魔人ベジータのように黒くなり、瞳にも瞳孔が描かれて（ブルー進化）のベジータのような風貌になる。超サイヤ人ブルーの青色オーラの中に悪の気が沸き立ち黒色のオーラを纏っており、全身に青色と黒色の稲妻状の放電も交互に散っている。そしてそのベジータのラッシュ攻撃でターレスは敗れ去り、その後超サイヤ人ブルーの状態では歯が立たなかったカンバーとの戦いに挑み勝利する。さらにベジータはこの姿で紅き仮面のサイヤ人に戦いを挑むも、この力を使いこなせず、エネルギー波を放とうとした瞬間に変身が解除された。戦いは身勝手の極意の悟空と超サイヤ人ロゼの紅き仮面のサイヤ人に移り、セルが登場。紅き仮面のサイヤ人がセルを抹消しようとした時にターレスが攻撃を妨害し、惑星ベジータとともにターレスは力尽きた。

## 栽培マン
声 - 古川登志夫、鈴置洋孝、古谷徹（Z、ゲーム『ドラゴンボールZ』）→沼田祐介（ゲーム『ドラゴンボールZ2』以降）他
種子を土に埋め込み、成長液を垂らして数秒待つだけで誕生する携帯用戦闘生物。種子と成長液がセット内容。土地の栄養状態によって戦闘力が変化するという特性をもつ。言葉を発することはできないが、命令を理解する能力は持っている。戦闘では頭部から溶解液を発射し、いざとなれば自爆する捨て身の攻撃も使う。『ドラゴンボール大全集』では「鳥山明のアニメ用メモにはサイヤ人の科学者がバイオテクノロジーで作ったという裏設定がある」と解説されているが、2017年のインタビューで鳥山明は「栽培マンはサイヤ人の古典的な武器のひとつだが、サイヤ人の発明というわけではなく、ある星で見つけた生物」と答えている。また、勝手に闘ってくれるので便利なアイテムではあるが、球根の採取が難しいので数が極端に少なく、凶暴であるため使用者自身も襲われる可能性もあり、選ばれた戦士にしか扱うことができないとされる。
ベジータたちが地球へ来襲した際に6体生み出され、地球の戦士たちと闘った。「この土ならいい栽培マンが育つ。戦闘力は1200、パワーだけならばラディッツに匹敵する。」とナッパは発言している。
1体目は天津飯と闘うが圧倒され、「やる気を見せなかった」「これ以上やっても時間のムダ」という理由でベジータの衝撃波で粉々にされて死亡する。2体目はヤムチャと闘うものの実力では負け、かめはめ波で倒されたかに見えたが、死亡しておらず、油断したヤムチャに組み付き自爆して相討ちとなる。これに逆上したクリリンが拡散エネルギー波を発動して3体をまとめて消滅させ、エネルギー波をかわした残る1体は悟飯を襲おうとするも、ピッコロに防がれ、口から放ったエネルギー波によって倒される。
TVSP『たったひとりの最終決戦』ではフリーザ軍が使用する強化型が登場。当時5歳であったベジータに難なく倒された。『GT』では地獄から大量発生し、悟天とトランクスを大いに気味悪がらせるが、ウーブにより退治される。
アニメでは特定の担当声優はおらず、他のキャラクター役としてその場に居合わせた声優たちが複数で担当している。ゲームでは『Z2』以降の作品では沼田祐介が基本的に声を担当している。
ゲームやアニメのサブタイトルではカタカナで「サイバイマン」と表記されることもある。
『DAIMA』では元々は魔界にあったものという設定になっており、昔は外の世界に売るほどあったという。最後の二粒となった種と魔人ブウの肉片から魔人クウと魔人ドゥーが生み出されている。

### ゲームでの栽培マン
雑魚敵として様々なバージョンのものが登場している。
カイワレマン
ゲーム『強襲!サイヤ人』にて初登場。このときの体色は青と水色。
『ドラゴンボールZ 超サイヤ伝説』、『ドラゴンボール改 サイヤ人来襲』、ゲーム『ゼノバース』、ゲーム『ゼノバース2』、ゲーム『ドラゴンボールZ クロスキーパーズ』、ゲーム『レジェンズ』、ゲーム『カカロット』 にも登場。
『Let's! TV プレイ バトル体感かめはめ波2』では名称は付いていないが、栽培マンの色違いキャラクターにカイワレマンと同じ色のものがいる。
キュウコンマン
ゲーム『強襲!サイヤ人』にて初登場。このときの体色は黄色と橙色。
『ファミコンジャンプII 最強の7人』、ゲーム『超サイヤ伝説』、ゲーム『サイヤ人来襲』、ゲーム『ゼノバース』、ゲーム『ゼノバース2』、ゲーム『クロスキーパーズ』、ゲーム『レジェンズ』、ゲーム『カカロット』 にも登場。
ゲーム『ドッカンバトル』では名称は付いていないが、栽培マンの色違いキャラクターにキュウコンマンと同じ色のものがいる。
コピーマン
ゲーム『超サイヤ伝説』にて初登場。このときの体色は黒色。
ゲーム『ゼノバース』、ゲーム『ゼノバース2』、ゲーム『クロスキーパーズ』、ゲーム『レジェンズ』にも登場。
『Let's! TV プレイ スカウターバトル体感かめはめ波』では名称は付いていないが、栽培マンの色違いキャラクターにコピーマンと同じ色のものがいる。
テンネンマン
ゲーム『超サイヤ伝説』にて初登場。このときの体色は薄紫色と濃い水色。
ゲーム『サイヤ人来襲』、ゲーム『ゼノバース』、ゲーム『ゼノバース2』、ゲーム『クロスキーパーズ』、ゲーム『レジェンズ』、ゲーム『カカロット』 にも登場。
ジンコウマン
ゲーム『超サイヤ伝説』にて初登場。このときの体色は銀色と黒色。
ゲーム『サイヤ人来襲』、ゲーム『ゼノバース』、ゲーム『ゼノバース2』、ゲーム『クロスキーパーズ』、ゲーム『レジェンズ』にも登場。
シードマン
『ファミコンジャンプII 最強の7人』に登場。体色は緑色。
栽培レンジャー
ゲーム『Z2』に登場。体色は黄緑色、水色、赤色、黄色、紫色の5体。
赤い栽培マン
PlayStation 2ソフト『ドラゴンボールZ3』にて初登場。体色は赤色。
『Let's! TV プレイ ドラゴンボールZ』シリーズ、『ドラゴンボールヒーローズ』にも登場。
サイバイキング
ゲーム『フュージョンズ』に登場。体色は濃い黄緑色、マントは朱色。
キンカンマン
ゲーム『レジェンズ』にて初登場。色は金色。
ギンナンマン
ゲーム『レジェンズ』にて初登場。色は銀色。
カカオマン
ゲーム『レジェンズ』にて初登場。色はチョコ色。
このほか『ドラゴンボールモバイル』 内で配信されていた『ドラゴンボール RPG』、『超ドラゴンボール RPG』 には「レッドピーマン」、「サイバーV」などといった栽培マンの色違いキャラクターが多数登場している。
また『ドラゴンボールオンライン』では、原作でベジータとナッパが地球に持ち込んだ栽培マンが、250年の年月を経て野生化したものも登場している が、特に名称は付けられていない。その他にも栽培マンが元になった雑魚モンスター（豆型、ブンブン飛んでいる形状、サボテン型、カニ型、ミミズ（ヘビ）型、葉っぱを持った形状の栽培マン、計6種類。それら6種類の色違いモンスター多数）が登場する。
『ドラゴンボールZ カカロット』では仙豆を食べたことによって突然変異を起こした個体が登場。通常の栽培マンとは比較にならない強さを持ち、他の栽培マンを統率して街を襲わせたり、気を消して様子を伺うと言った芸当すら可能としており、悟飯からは「超栽培マン」と呼ばれる（ゲーム上はレベルの高い栽培マン）。

## テーマソング
修羅色の戦士
歌:茅弘二 / 作詞:岩室先子 / 作曲・編曲:山本健司